# Specie di Quercus
Elenco delle specie del genere Quercus:

La notazione  ×  indica gli ibridi.

## A
- Quercus acatenangensis Trel.

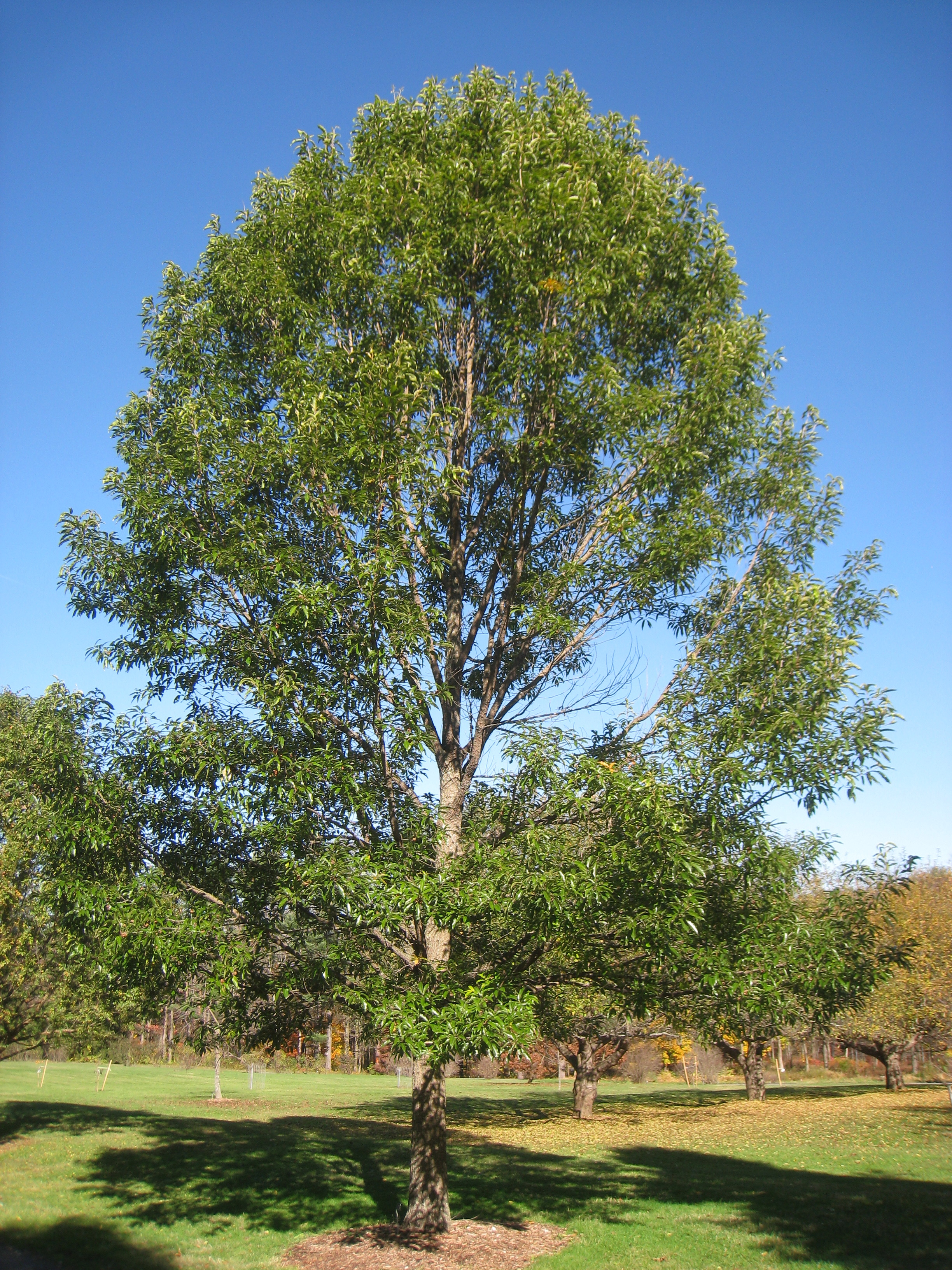
Quercus acutissima

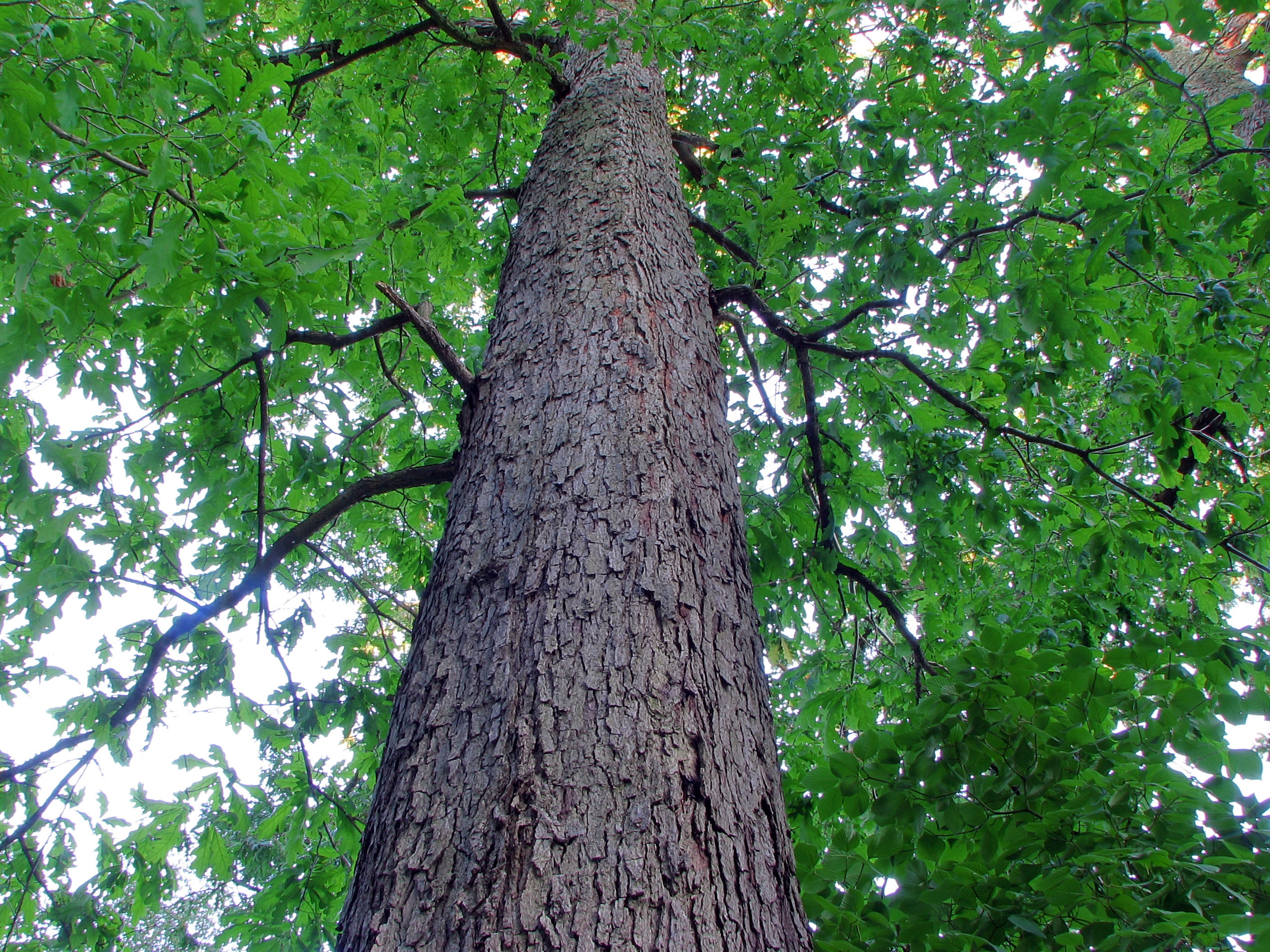
Quercus alba

- Quercus acerifolia (E.J.Palmer) Stoynoff & W.J.Hess ex R.J.Jensen
- Quercus acherdophylla Trel.
- Quercus acrodonta Seemen
- Quercus aculcingensis Trel.
- Quercus acuta Thunb.
- Quercus acutangula Trel.
- Quercus × acutidens Torr.
- Quercus acutifolia Née
- Quercus acutissima Carruth.
- Quercus aerea Trel.
- Quercus afares Pomel
- Quercus affinis Scheidw.
- Quercus agrifolia Née
- Quercus ajoensis C.H.Mull.
- Quercus alba L.
- Quercus × albescens Rouy ex A.Camus
- Quercus albicaulis Chun & W.C.Ko
- Quercus albocincta Trel.
- Quercus aliena Blume
- Quercus × alienocrispula H.Ohba
- Quercus × alienoserratoides T.B.Lee
- Quercus × allorgeana A.Camus
- Quercus alnifolia Poech
- Quercus alpescens Trel.
- Quercus × alpestris Boiss.
- Quercus × alvordiana Eastw.
- Quercus × andegavensis Hy
- Quercus × andresii R.Alonso, Llamas, E.Puente & Penas
- Quercus × andrewsii Sarg.
- Quercus annulata Sm.
- Quercus apiculata Djav.-Khoie
- Quercus aquifolioides Rehder & E.H.Wilson
- Quercus arbutifolia Hickel & A.Camus
- Quercus argentata Korth.
- Quercus argyrotricha A.Camus
- Quercus ariifolia Trel.
- Quercus aristata Hook. & Arn.
- Quercus arizonica Sarg.
- Quercus arkansana Sarg.
- Quercus × arrimatensis Penas, Llamas, Pérez Morales & Acedo
- Quercus × aruciensis C.Vicioso
- Quercus × ashei Trel.
- Quercus asymmetrica Hickel & A.Camus
- Quercus × atlantica Ashe
- Quercus aucheri Jaub. & Spach
- Quercus augustini Skan
- Quercus aurea Wierzb.
- Quercus austrina Small
- Quercus austrocochinchinensis Hickel & A.Camus
- Quercus × autumnalis F.M.Vázquez, S.Ramos & Doncel
- Quercus × auzendei Gren. & Godr.
- Quercus × avellaniformis Colmeiro & E.Boutelou

## B
- Quercus × baenitzii A.Camus
- Quercus baloot Griff.
- Quercus bambusifolia Hance
- Quercus baniensis A.Camus

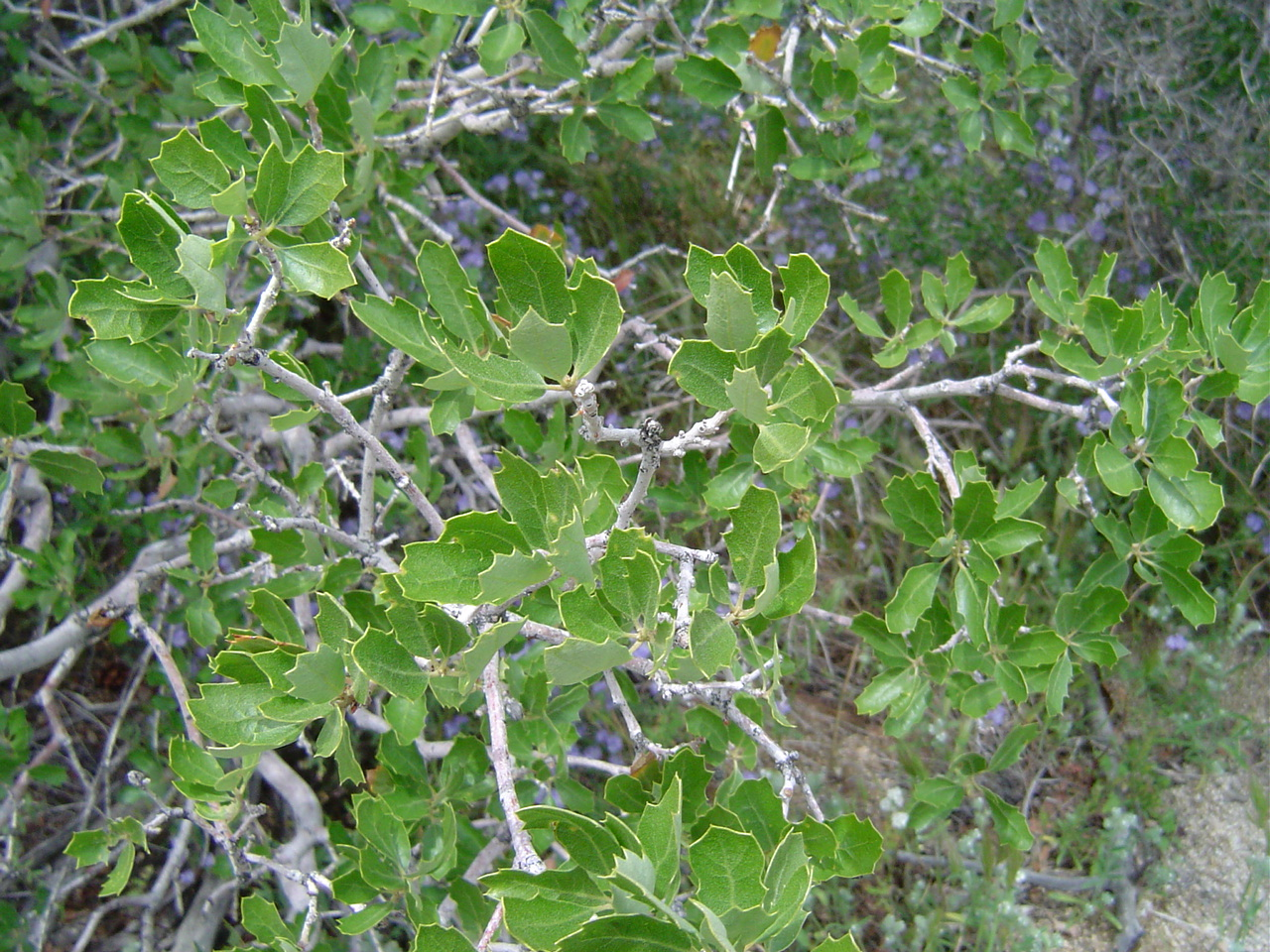
Quercus berberidifolia

- Quercus baolamensis H.T.Binh & Ngoc
- Quercus × barnova Georgescu & Dobrescu
- Quercus baronii Skan
- Quercus barrancana Spellenb.
- Quercus × basaseachicensis C.H.Mull.
- Quercus × battandieri A.Camus
- Quercus bawanglingensis C.C.Huang, Ze X.Li & F.W.Xing
- Quercus × beadlei Trel.
- Quercus × beaumontiana Sarg.
- Quercus × bebbiana C.K.Schneid.
- Quercus × beckyae Gaynor
- Quercus × beguinotii Gavioli
- Quercus bella Chun & Tsiang
- Quercus × benderi Baen.
- Quercus benthamii A.DC.
- Quercus berberidifolia Liebm.
- Quercus × bernardensis W.Wolf
- Quercus × beturica (F.M.Vázquez, Coombes, Rodr.-Coombes, S.Ramos & Doncel) F.M.Vázquez, Vila-Viçosa, Meireles & Pinto Gomes
- Quercus bicolor Willd.
- Quercus bidoupensis H.T.Binh & Ngoc
- Quercus × bimundorum E.J.Palmer
- Quercus blakei Skan
- Quercus blaoensis A.Camus
- Quercus × blufftonensis Trel.
- Quercus × borosii Mátyás
- Quercus boyntonii Beadle
- Quercus braianensis A.Camus
- Quercus brandegeei Goldman
- Quercus brandisiana Kurz
- Quercus brantii Lindl.
- Quercus breedloveana Nixon & Barrie
- Quercus brenesii Trel.
- Quercus brevicalyx A.Camus
- Quercus breviradiata (W.C.Cheng) C.C.Huang
- Quercus × brittonii W.T.Davis
- Quercus buckleyi Nixon & Dorr
- Quercus × burnetensis Little
- Quercus × bushii Sarg.
- Quercus × byarsii Sudw. ex Trel.

## C
- Quercus × caduca Trel.
- Quercus × caesariensis Moldenke

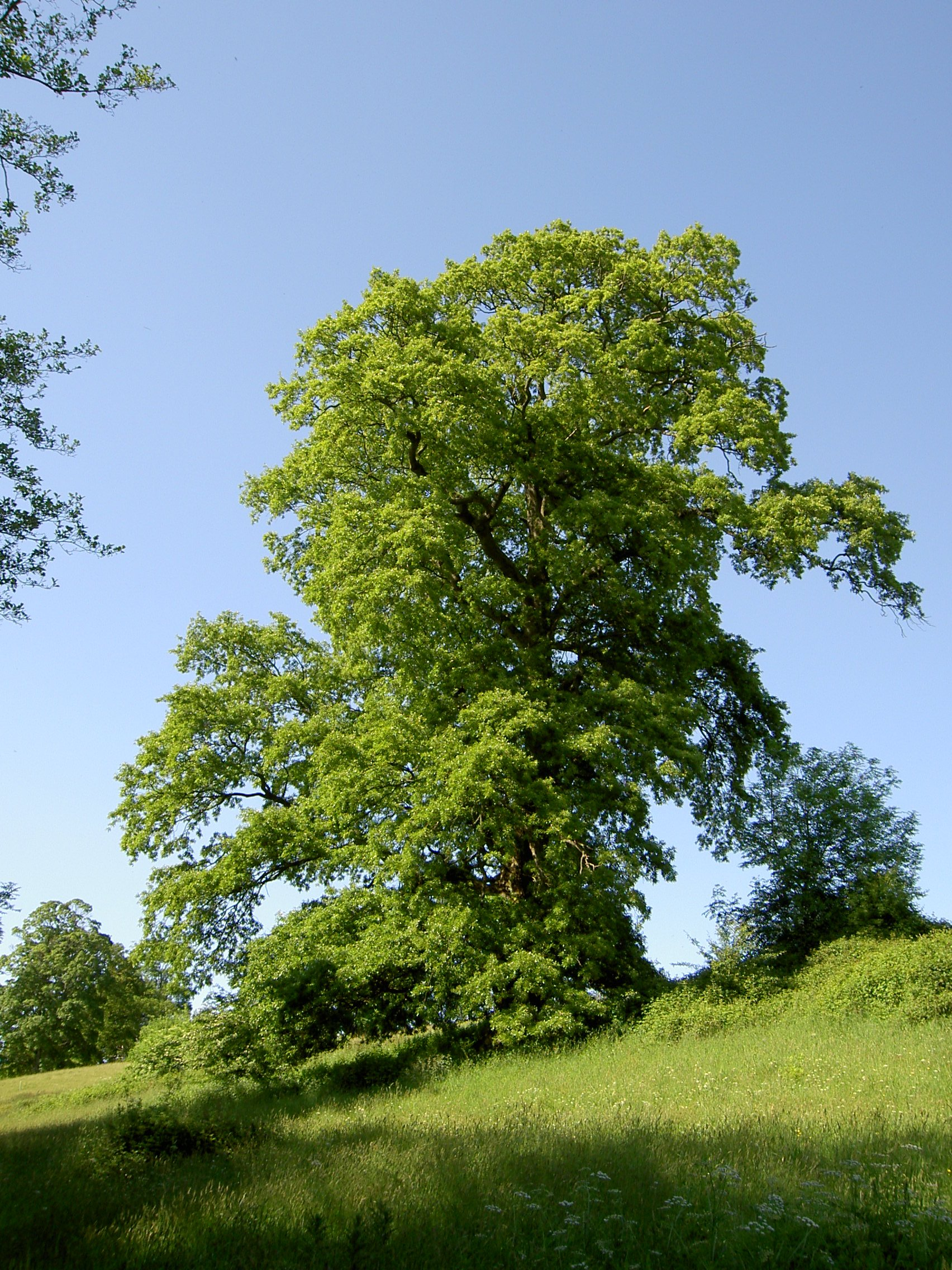
Quercus cerris

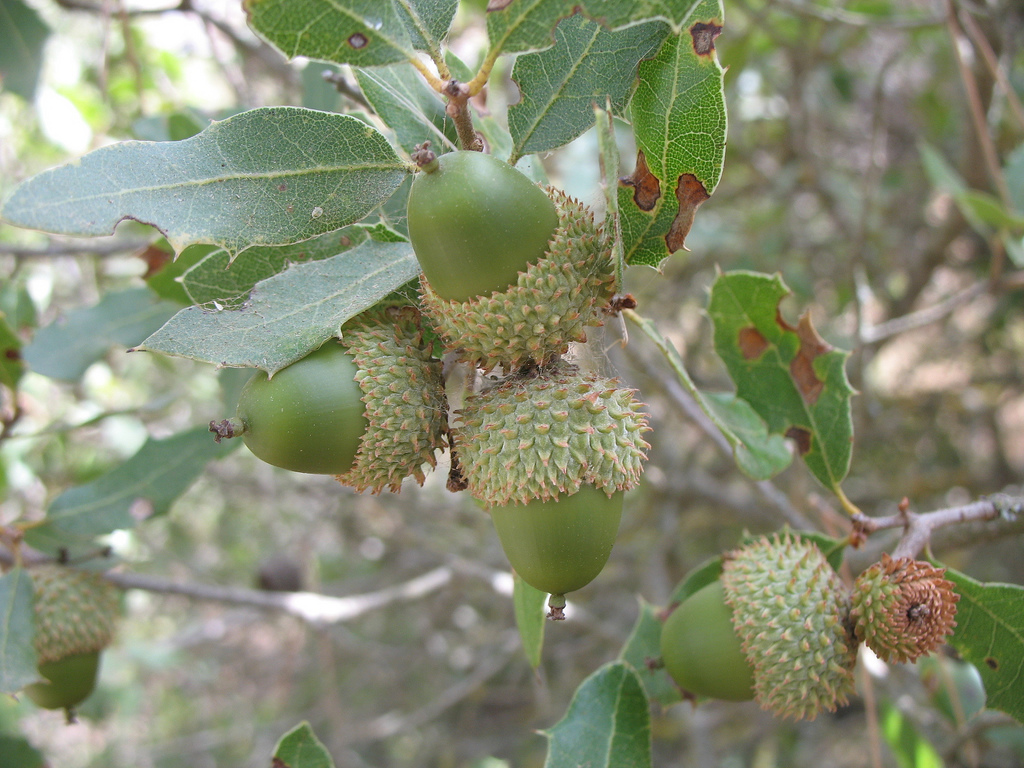
Quercus coccifera

- Quercus calophylla Schltdl. & Cham.
- Quercus cambodiensis Hickel & A.Camus
- Quercus × campitica Hadjik. & Hand
- Quercus camusiae Trel. ex Hickel & A.Camus
- Quercus canariensis Willd.
- Quercus canbyi Trel.
- Quercus × cantabrica C.Vicioso
- Quercus × capesii W.Wolf
- Quercus carduchorum K.Koch
- Quercus carmenensis C.H.Mull.
- Quercus × carrissoana A.Camus
- Quercus castanea Née
- Quercus castaneifolia C.A.Mey.
- Quercus cedrosensis C.H.Mull.
- Quercus × celtica F.M.Vázquez, Coombes, Rodr.-Coombes, S.Ramos & Doncel
- Quercus × cerrioides Willk. & Costa
- Quercus cerris L.
- Quercus championii Benth.
- Quercus changhualingensis (G.A.Fu & X.J.Hong) N.H.Xia & Y.H.Tong
- Quercus chapmanii Sarg.
- Quercus charcasana Trel. ex A.Camus
- Quercus chartacea Trel.
- Quercus chenii Nakai
- Quercus chevalieri Hickel & A.Camus
- Quercus chihuahuensis Trel.
- Quercus chimaltenangana Trel.
- Quercus chinantlensis Liebm.
- Quercus chrysocalyx Hickel & A.Camus
- Quercus chrysolepis Liebm.
- Quercus chrysotricha A.Camus
- Quercus chungii F.P.Metcalf
- Quercus ciliaris C.C.Huang & Y.T.Chang
- Quercus × clementei C.Vicioso
- Quercus coahuilensis Nixon & C.H.Müll.
- Quercus coccifera L.
- Quercus cocciferoides Hand.-Mazz.
- Quercus coccinea Münchh.
- Quercus × cocksii Sarg.
- Quercus coffeicolor Trel.
- Quercus × columnaris Laughlin
- Quercus × comptoniae Sarg.
- Quercus conduplicans Chun
- Quercus confertifolia Bonpl.
- Quercus congesta C.Presl
- Quercus convallata Trel.
- Quercus conzattii Trel.
- Quercus copeyensis C.H.Mull.
- Quercus cornelius-mulleri Nixon & K.P.Steele
- Quercus corrugata Hook.
- Quercus cortesii Liebm.
- Quercus × coscojosuberiformis Baonza
- Quercus costaricensis Liebm.
- Quercus × coutinhoi Samp.
- Quercus crassifolia Bonpl.
- Quercus crassipes Bonpl.
- Quercus × cravenensis Little
- Quercus × crenata Lam.
- Quercus crispifolia Trel.
- Quercus crispipilis Trel.
- Quercus cualensis L.M.González

## D

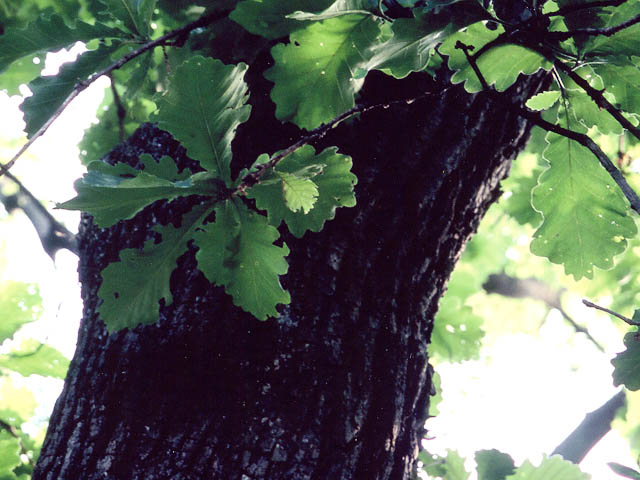
Quercus dentata

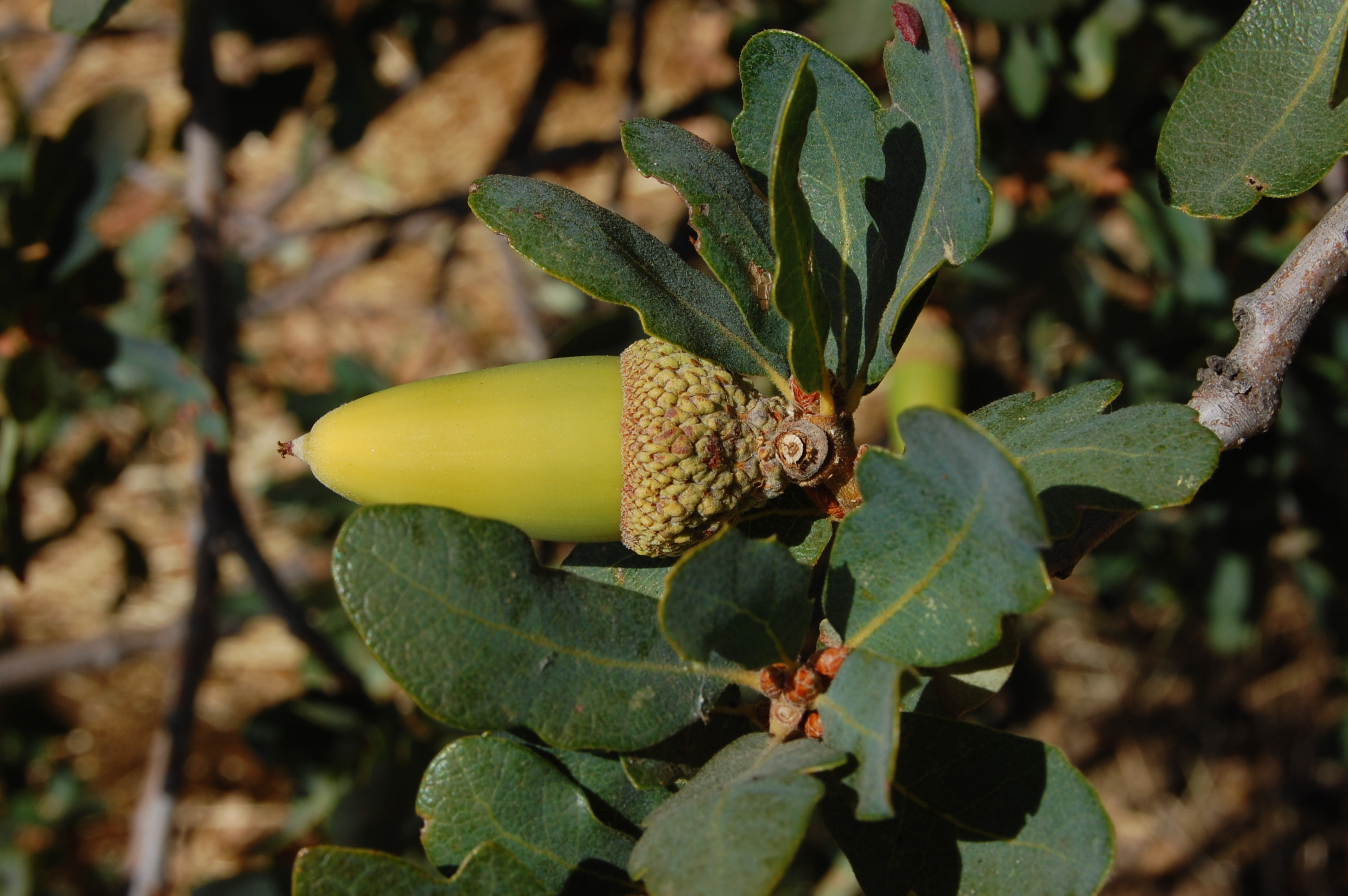
Quercus douglasii

- Quercus daimingshanensis (S.K.Lee) C.C.Huang
- Quercus dalechampii Ten.
- Quercus dankiaensis A.Camus
- Quercus × deamii Trel.
- Quercus delavayi Franch.
- Quercus × deleiensis A.Camus
- Quercus delgadoana S.Valencia, Nixon & L.M.Kelly
- Quercus delicatula Chun & Tsiang
- Quercus deliquescens C.H.Mull.
- Quercus × demareei Ashe
- Quercus dentata Thunb.
- Quercus depressa Bonpl.
- Quercus depressipes Trel.
- Quercus deserticola Trel.
- Quercus devia Goldman
- Quercus × diegoi F.M.Vázquez, Pinto Gomes, Vinagre & Vila-Viçosa
- Quercus dilacerata Hickel & A.Camus
- Quercus dinghuensis C.C.Huang
- Quercus × diosdadoi F.M.Vázquez, Coombes, Rodr.-Coombes, S.Ramos & Doncel
- Quercus disciformis Chun & Tsiang
- Quercus × discreta Laughlin
- Quercus diversifolia Née
- Quercus × diversiloba Tharp ex A.Camus
- Quercus dolicholepis A.Camus
- Quercus dongfangensis C.C.Huang, F.W.Xing & Ze X.Li
- Quercus donnaiensis A.Camus
- Quercus douglasii Hook. & Arn.
- Quercus × drummondii Liebm.
- Quercus dumosa Nutt.
- Quercus durata Jeps.
- Quercus durifolia Seemen ex Loes.
- Quercus × dysophylla Benth.

## E
- Quercus edithiae Skan
- Quercus eduardi Trel.
- Quercus edwardsiae C.H.Mull.
- Quercus × egglestonii Trel.

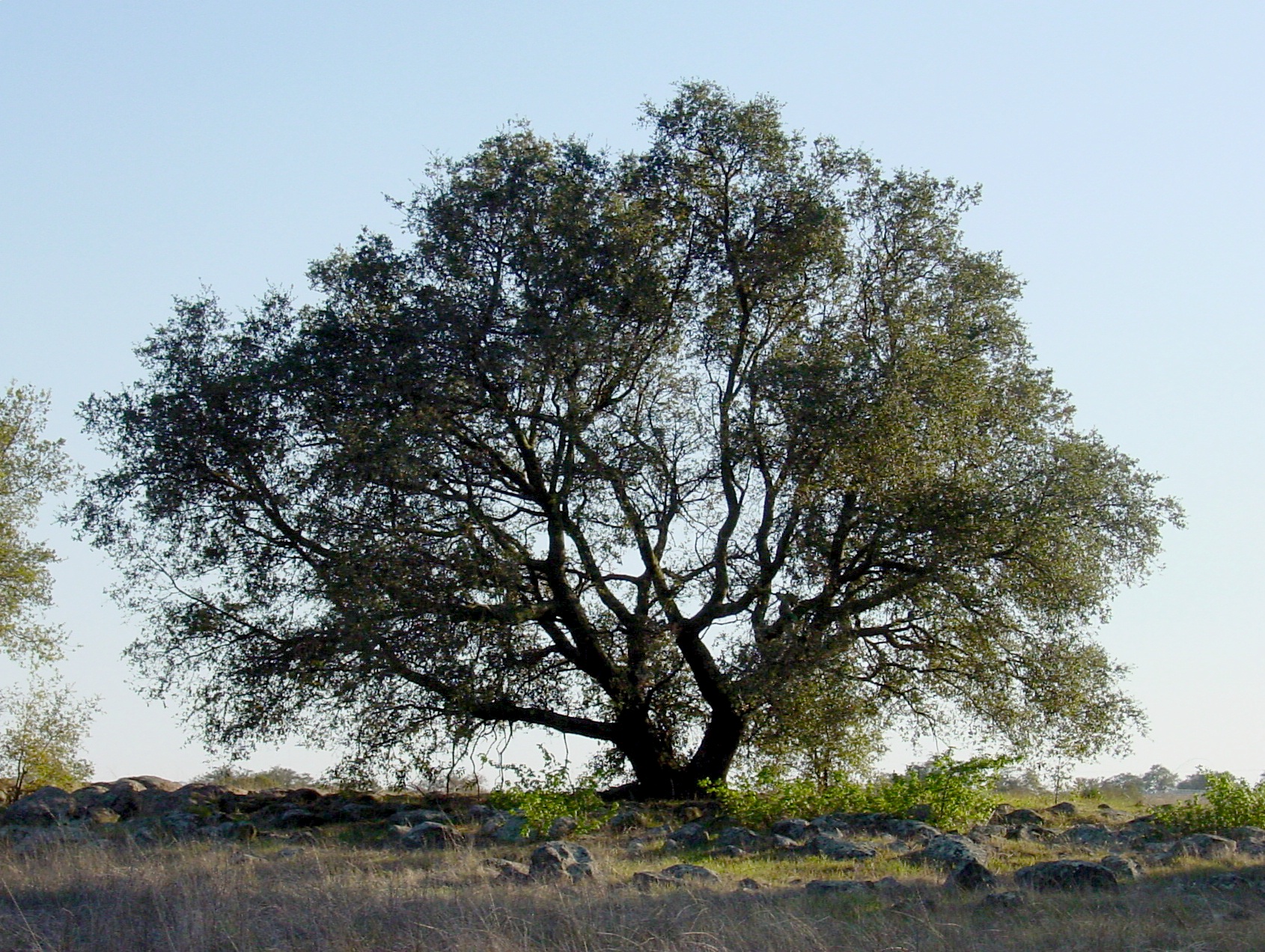
Quercus engelmannii

- Quercus elevaticostata (Q.F.Zheng) C.C.Huang
- Quercus ellipsoidalis E.J.Hill
- Quercus elliptica Née
- Quercus elmeri Merr.
- Quercus emoryi Torr.
- Quercus engelmannii Greene
- Quercus engleriana Seemen
- Quercus × eplingii C.H.Mull.
- Quercus estremadurensis O.Schwarz
- Quercus eumorpha Kurz
- Quercus × ewanii I.M.Turner
- Quercus × exacta Trel.

## F
- Quercus fabrei Hance
- Quercus faginea Lam.
- Quercus × fagineomirbeckii Villar
- Quercus falcata Michx.
- Quercus × fangshanensis Liou
- Quercus × faxonii Trel.
- Quercus × fernaldii Trel.
- Quercus × fernowii Trel.
- Quercus × filialis Little

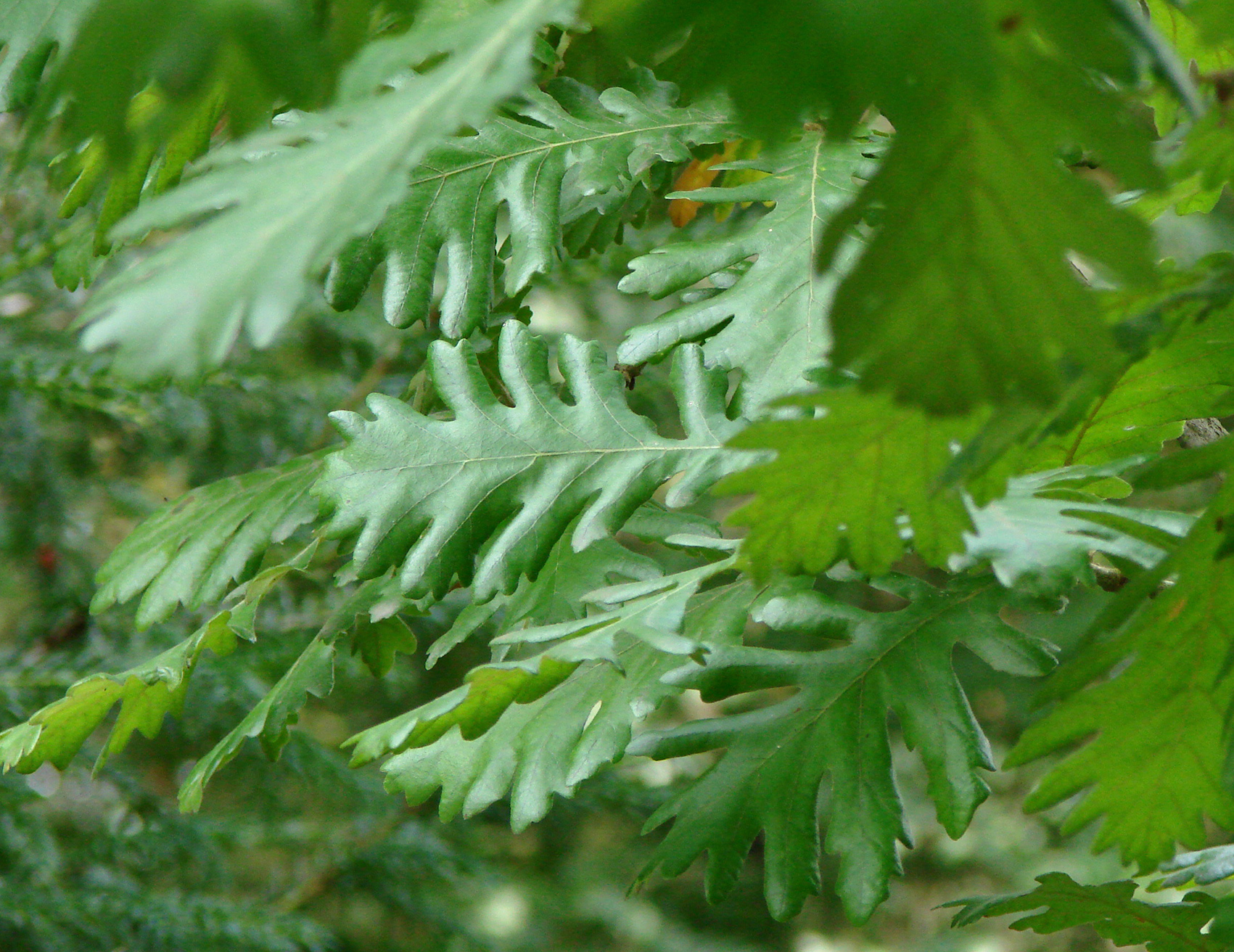
Quercus frainetto

- Quercus fimbriata Y.C.Hsu & H.Wei Jen
- Quercus × firmurensis Hy
- Quercus floccosa Liebm.
- Quercus flocculenta C.H.Mull.
- Quercus floribunda Lindl. ex A.Camus
- Quercus × fontana Laughlin
- Quercus × fontanesii Guss.
- Quercus × fontqueri O.Schwarz
- Quercus frainetto Ten.
- Quercus franchetii Skan
- Quercus frutex Trel.
- Quercus fuliginosa Chun & W.C.Ko
- Quercus fulva Liebm.
- Quercus furfuracea Liebm.
- Quercus fusiformis Small

## G
- Quercus gaharuensis Soepadmo
- Quercus galeanensis C.H.Mull.

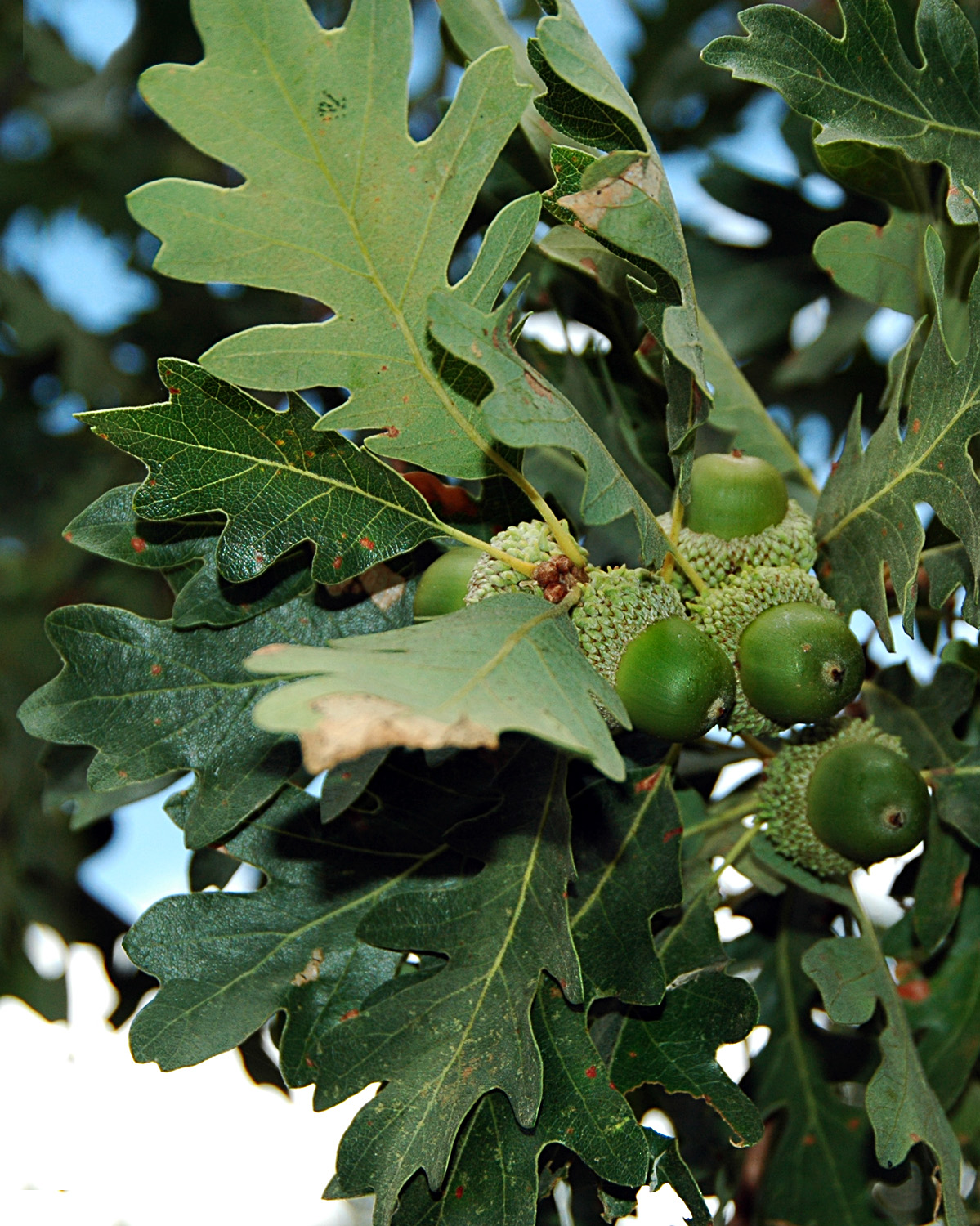
Quercus gambelii

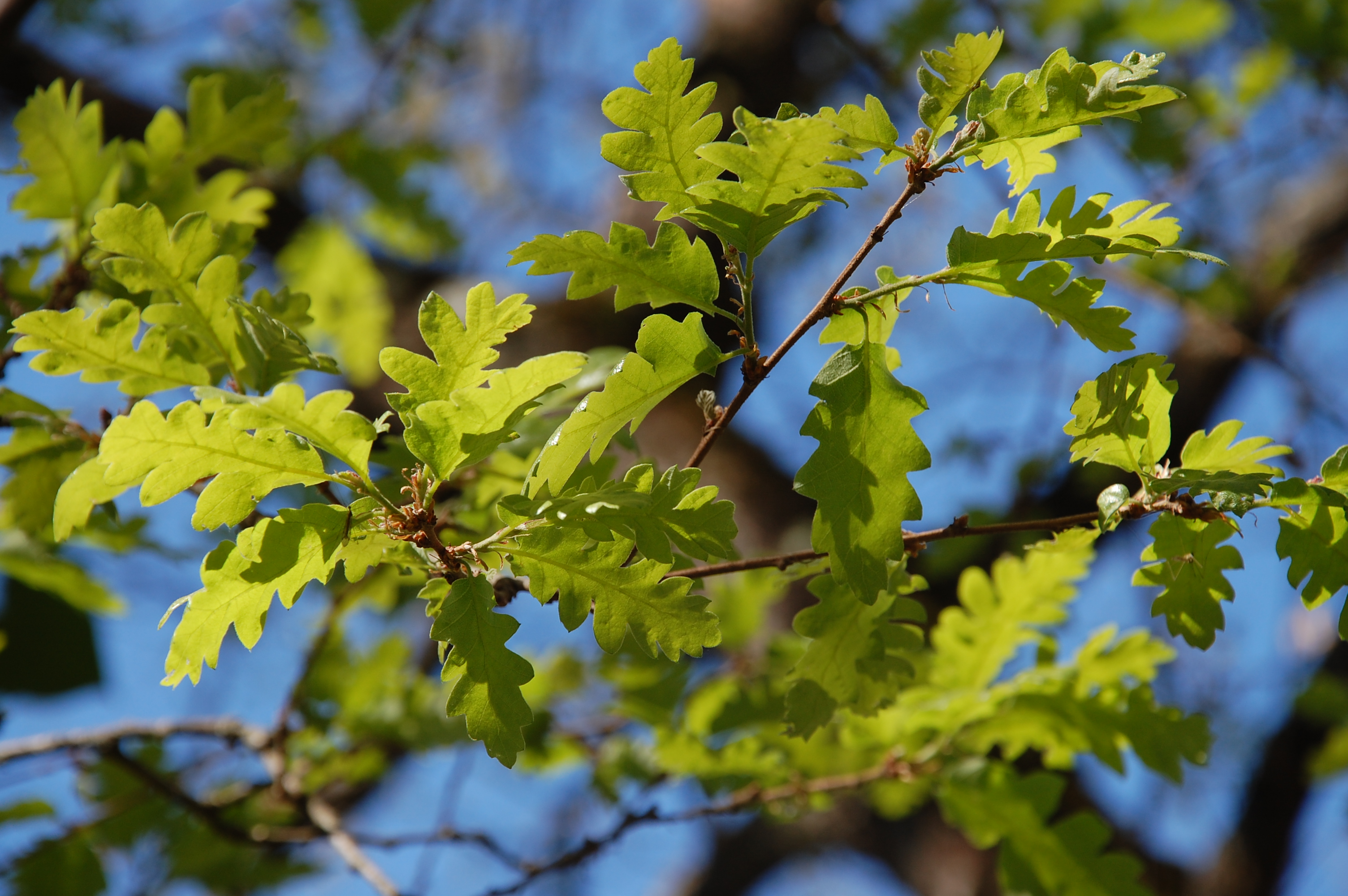
Quercus gussonei

- Quercus × gallaecica Llamas, Lence & Acedo
- Quercus gambelii Nutt.
- Quercus gambleana A.Camus
- Quercus × ganderi C.B.Wolf
- Quercus × garlandensis E.J.Palmer
- Quercus garryana Douglas ex Hook.
- Quercus gemelliflora Blume
- Quercus geminata Small
- Quercus georgiana M.A.Curtis
- Quercus germana Schltdl. & Cham.
- Quercus ghiesbreghtii M.Martens & Galeotti
- Quercus × giffordii Trel.
- Quercus gilliana Rehder & E.H.Wilson
- Quercus gilva Blume
- Quercus glabrescens Benth.
- Quercus glauca Thunb.
- Quercus glaucescens Bonpl.
- Quercus glaucoides M.Martens & Galeotti
- Quercus gomeziana A.Camus
- Quercus gracilenta Chun
- Quercus gracilior C.H.Mull.
- Quercus grahamii Benth.
- Quercus gravesii Sudw.
- Quercus greggii (A.DC.) Trel.
- Quercus griffithii Hook.f. & Thomson ex Miq.
- Quercus grisea Liebm.
- Quercus × guadalupensis Sarg.
- Quercus gulielmi-treleasei C.H.Mull.
- Quercus gussonei (Borzí) Brullo
- Quercus guyavifolia H.Lév.

## H
- Quercus handeliana A.Camus
- Quercus × harbisonii Sarg.
- Quercus hartwissiana Steven
- Quercus × hastingsii Sarg.
- Quercus havardii Rydb.
- Quercus × hawkinsiae Sudw.
- Quercus × haynaldiana Simonk.
- Quercus helferiana A.DC.
- Quercus × helvetica Thell.

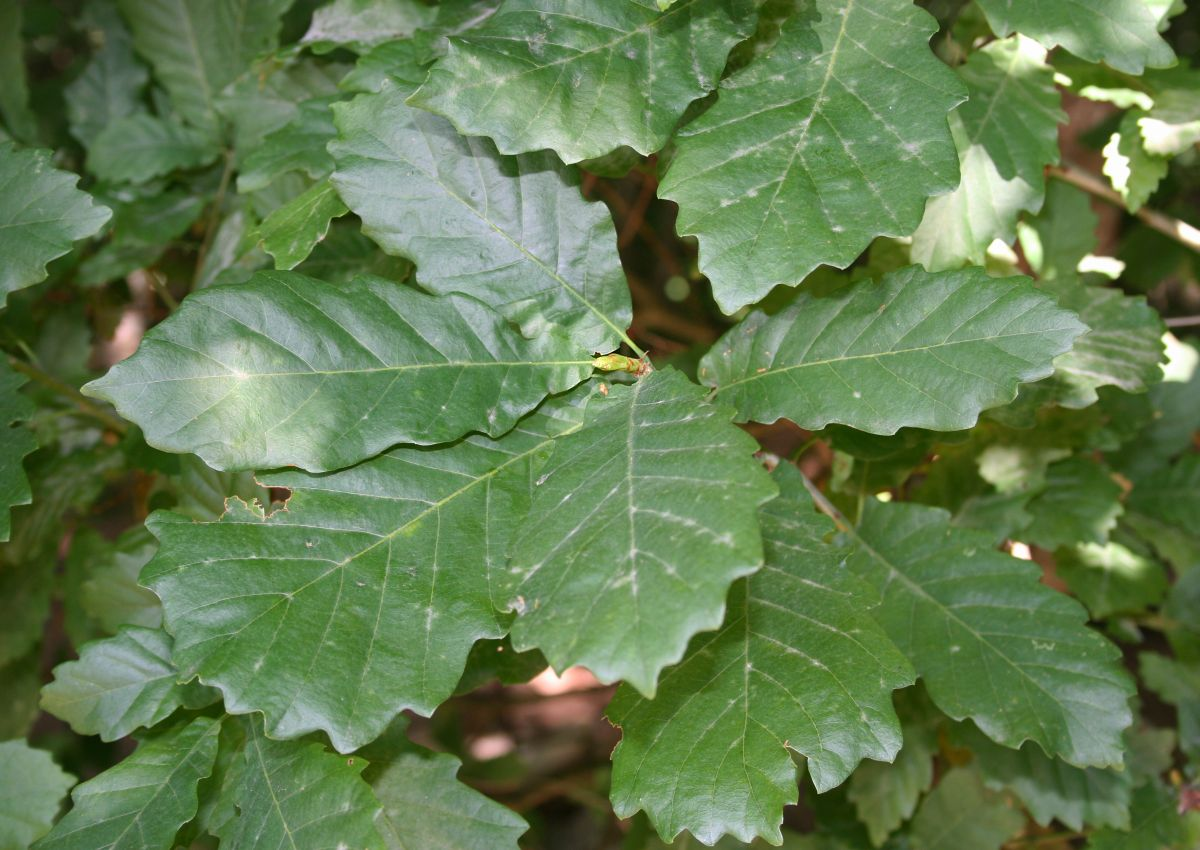
Quercus hartwissiana

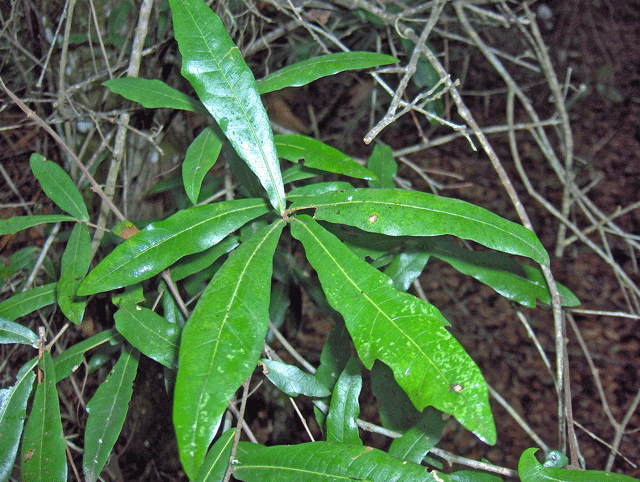
Quercus hemisphaerica

- Quercus hemisphaerica W.Bartram ex Willd.
- Quercus × heterophylla F.Michx.
- Quercus × hillii Trel.
- Quercus hinckleyi C.H.Mull.
- Quercus hintonii E.F.Warb.
- Quercus hintoniorum Nixon & C.H.Müll.
- Quercus hirtifolia M.L.Vázquez, S.Valencia & Nixon
- Quercus × hispanica Lam.
- Quercus honbaensis H.T.Binh, Tagane & Yahara
- Quercus hondae Makino
- Quercus × hopeiensis Liou
- Quercus × howellii Tucker
- Quercus hui Chun
- Quercus humboldtii Bonpl.
- Quercus × humidicola E.J.Palmer
- Quercus hypargyrea (Seemen ex Diels) C.C.Huang & Y.T.Chang
- Quercus hypoleucoides A.Camus
- Quercus hypophaea Hayata
- Quercus hypoxantha Trel.

## I

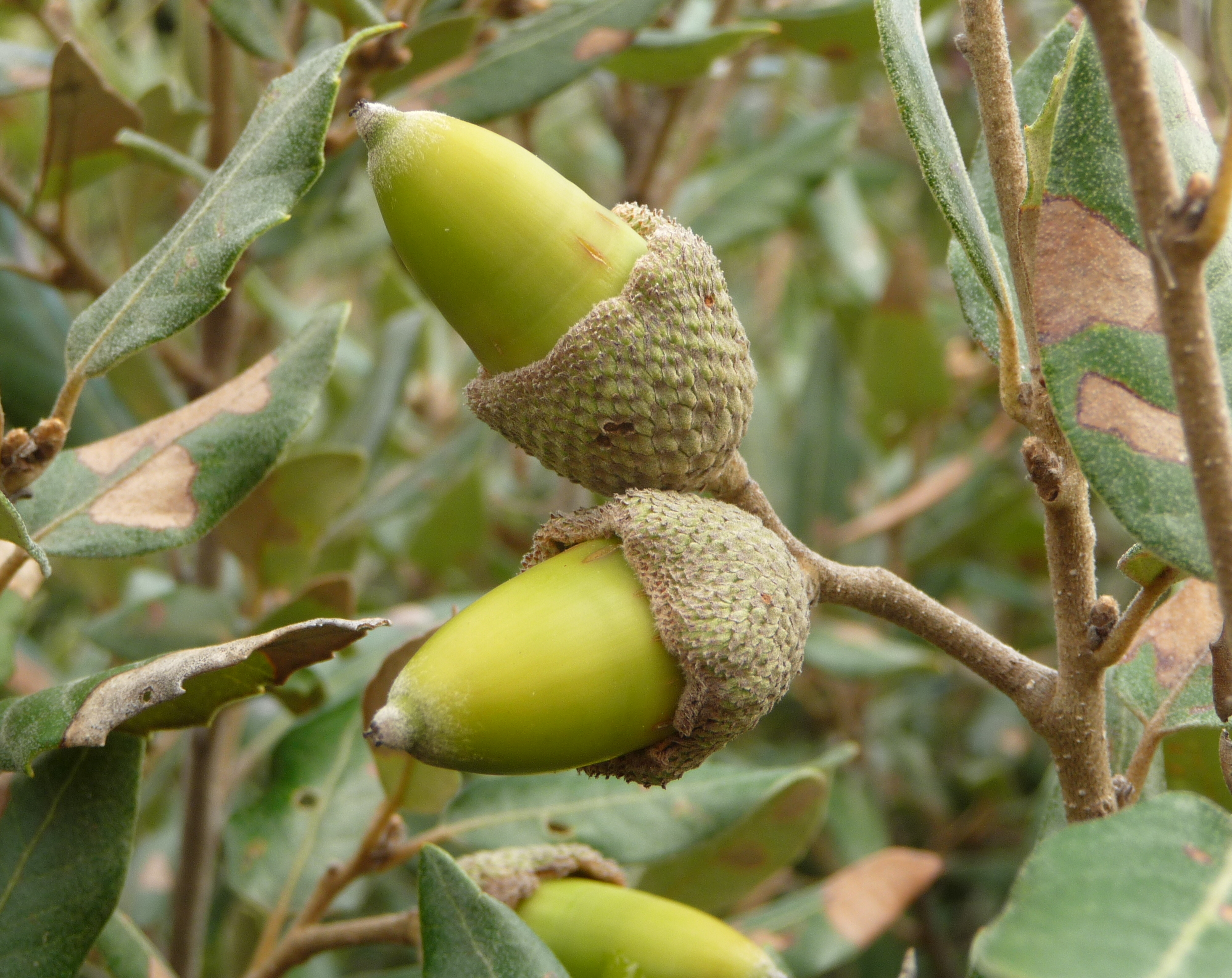
Quercus ilex

- Quercus ichnusae Mossa, Bacch. & Brullo
- Quercus ignaciensis C.H.Mull.
- Quercus ilex L.
- Quercus ilicifolia Wangenh.
- Quercus iltisii L.M.González
- Quercus imbricaria Michx.
- Quercus incana W.Bartram
- Quercus × incomita E.J.Palmer
- Quercus × inconstans E.J.Palmer
- Quercus infectoria G.Olivier
- Quercus inopina Ashe
- Quercus insignis M.Martens & Galeotti
- Quercus intricata Trel.
- Quercus × introgressa P.M.Thomson
- Quercus invaginata Trel.
- Quercus ithaburensis Decne.

## J
- Quercus × jackiana C.K.Schneid.
- Quercus jenseniana Hand.-Mazz.

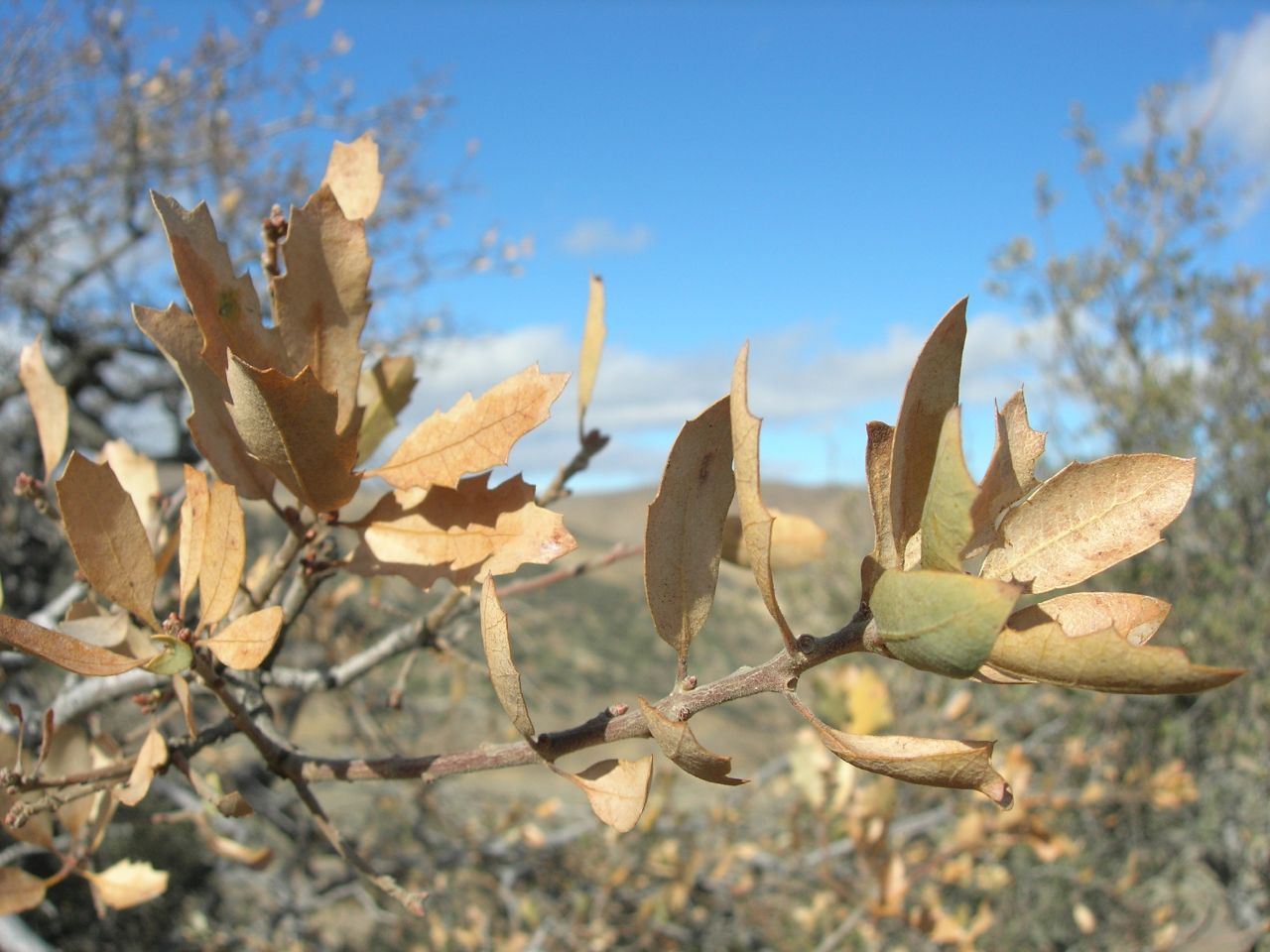
Quercus john-tuckeri

- Quercus jinpinensis (Y.C.Hsu & H.Wei Jen) C.C.Huang
- Quercus john-tuckeri Nixon & C.H.Müll.
- Quercus × jolonensis Sarg.
- Quercus jonesii Trel.
- Quercus × joorii Trel.
- Quercus juergensenii Liebm.

## K
- Quercus kelloggii Newb.
- Quercus kerangasensis Soepadmo
- Quercus × kerneri Simonk.
- Quercus kerrii Craib
- Quercus kinabaluensis Soepadmo
- Quercus kingiana Craib
- Quercus × kinseliae (C.H.Mull.) Nixon & C.H.Müll.
- Quercus kiukiangensis (Y.T.Chang) Y.T.Chang
- Quercus × kiusiana (Nakai) H.Ohba
- Quercus × knoblochii C.H.Mull.
- Quercus kongshanensis Y.C.Hsu & H.Wei Jen
- Quercus kotschyana O.Schwarz
- Quercus kouangsiensis A.Camus

## L
- Quercus laceyi Small
- Quercus laeta Liebm.
- Quercus laevis Walter
- Quercus lamellosa Sm.
- Quercus lanata Sm.

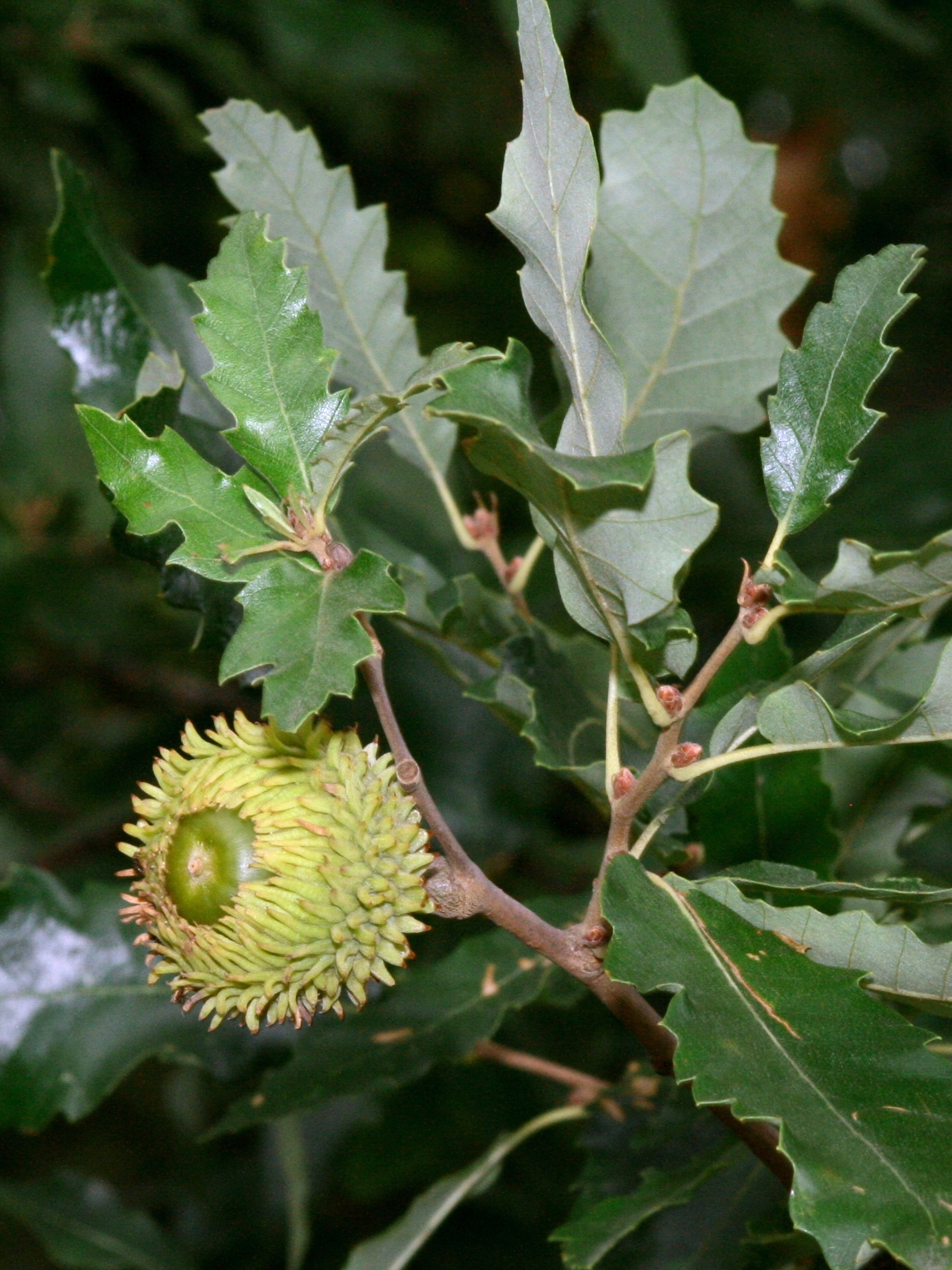
Quercus libani

- Quercus lancifolia Schltdl. & Cham.
- Quercus langbianensis Hickel & A.Camus
- Quercus laurifolia Michx.
- Quercus laurina Bonpl.
- Quercus × leana Nutt.
- Quercus lenticellata Barnett
- Quercus liaoi C.F.Shen
- Quercus libani G.Olivier
- Quercus liboensis Z.K.Zhou
- Quercus liebmannii Oerst. ex Trel.
- Quercus lineata Blume
- Quercus litseoides Dunn
- Quercus lobata Née
- Quercus lobbii Ettingsh.
- Quercus lodicosa O.E.Warb. & E.F.Warb.
- Quercus longinux Hayata
- Quercus longispica (Hand.-Mazz.) A.Camus
- Quercus look Kotschy
- Quercus × lousae Vila-Viçosa, F.M.Vázquez, Meireles & Pinto Gomes
- Quercus lowii King
- Quercus × lucana Gavioli
- Quercus × ludoviciana Sarg.
- Quercus lungmaiensis (Hu) C.C.Huang & Y.T.Chang
- Quercus lusitanica Lam.
- Quercus lyrata Walter

## M

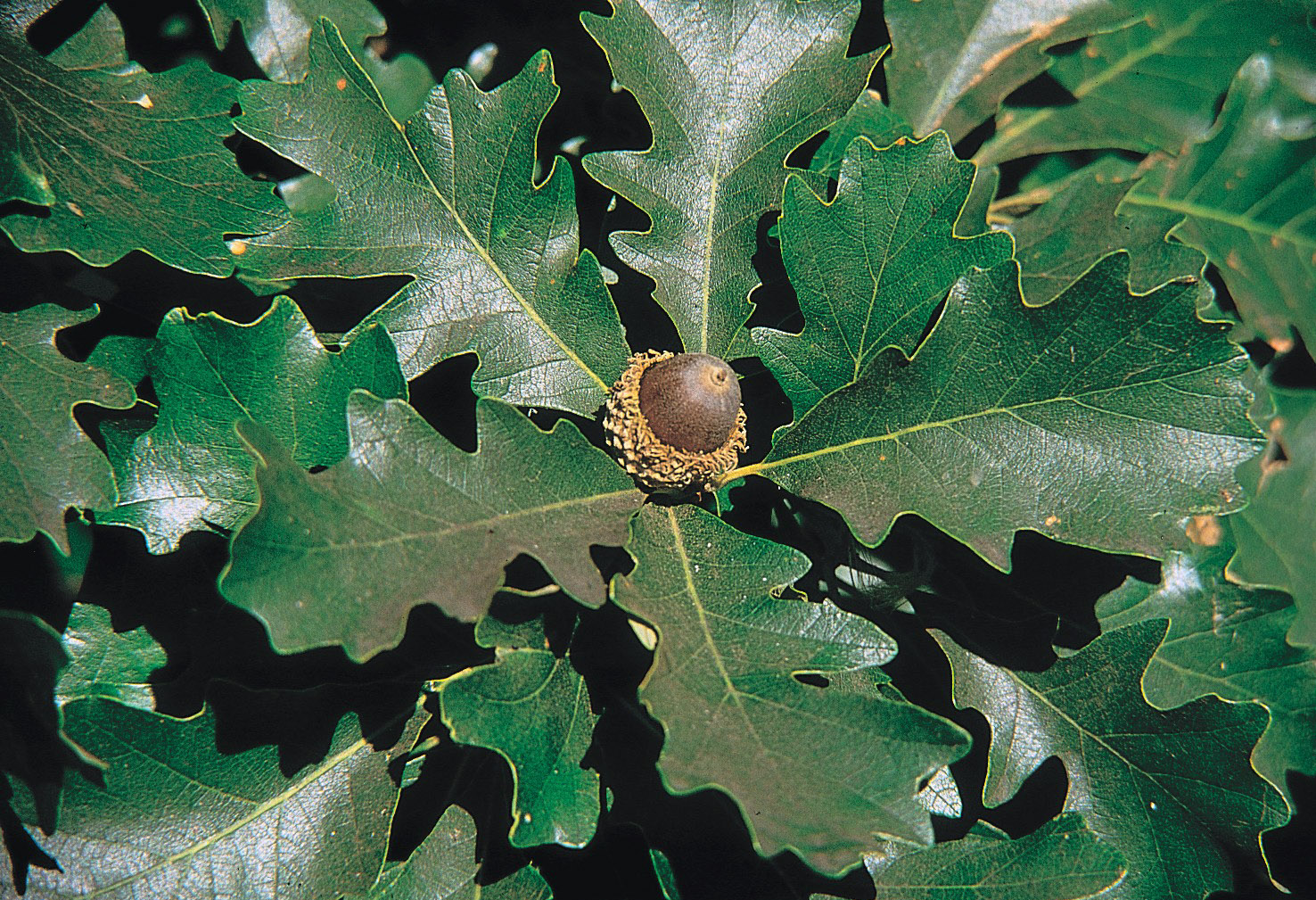
Quercus macrocarpa

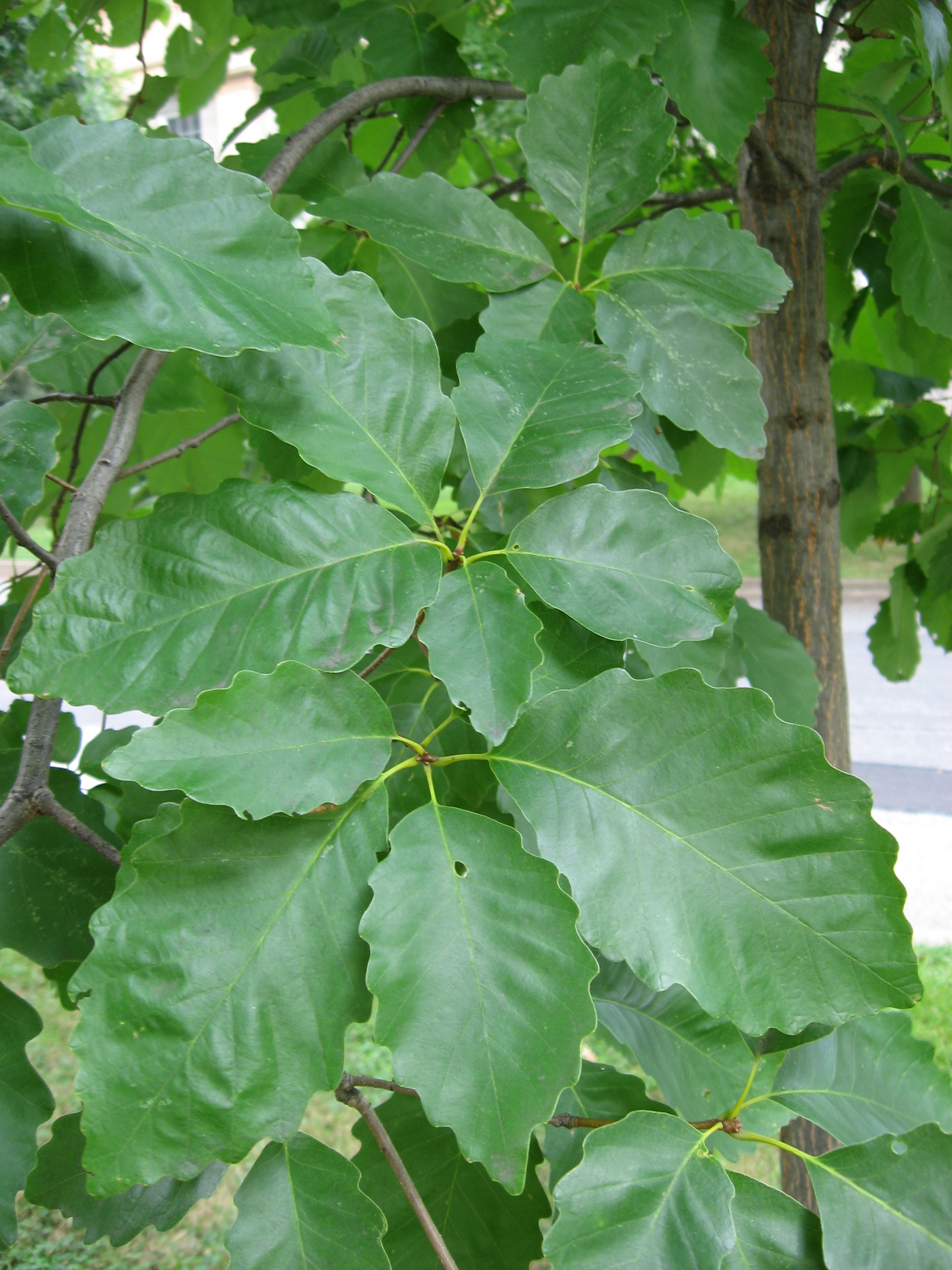
Quercus michauxii

- Quercus × maccormickoserrata T.B.Lee
- Quercus × macdonaldii Greene & Kellogg
- Quercus macdougallii Martínez
- Quercus × macnabiana Sudw.
- Quercus macranthera Fisch. & C.A.Mey. ex Hohen.
- Quercus macrocalyx Hickel & A.Camus
- Quercus macrocarpa Michx.
- Quercus magnoliifolia Née
- Quercus magnosquamata Djav.-Khoie
- Quercus × mannifera Lindl.
- Quercus manzanillana Trel.
- Quercus margarettae (Ashe) Small
- Quercus marilandica (L.) Münchh.
- Quercus marlipoensis Hu & W.C.Cheng
- Quercus martinezii C.H.Mull.
- Quercus × mccormickii Carruth.
- Quercus mcvaughii Spellenb.
- Quercus meavei Valencia-A, Sabas & O.J.Soto
- Quercus × megaleia Laughlin
- Quercus meihuashanensis (Q.F.Zheng) C.C.Huang
- Quercus melissae Nixon & Barrie
- Quercus × mellichampii Trel.
- Quercus merrillii Seemen
- Quercus mespilifolia Wall. ex A.DC.
- Quercus mexicana Bonpl.
- Quercus michauxii Nutt.
- Quercus microphylla Née
- Quercus minima (Sarg.) Small
- Quercus miquihuanensis Nixon & C.H.Müll.
- Quercus miyagii Koidz.
- Quercus mohriana Buckley ex Rydb.
- Quercus mongolica Fisch. ex Ledeb.
- Quercus × mongolicodentata Nakai
- Quercus mongolicoides (H.Ohba) Hiroki
- Quercus monimotricha (Hand.-Mazz.) Hand.-Mazz.
- Quercus monnula Y.C.Hsu & H.Wei Jen
- Quercus montana Willd.
- Quercus × morehus Kellogg
- Quercus morii Hayata
- Quercus × morisii Borzí
- Quercus motuoensis C.C.Huang
- Quercus × moultonensis Ashe
- Quercus muehlenbergii Engelm.
- Quercus mulleri Martínez
- Quercus × munzii Tucker
- Quercus × mutabilis E.J.Palmer & Steyerm.
- Quercus myrsinifolia Blume
- Quercus myrtifolia Willd.

## N
- Quercus × neomairei A.Camus
- Quercus × neopalmeri Sudw.
- Quercus × neotharpii A.Camus
- Quercus nigra L.

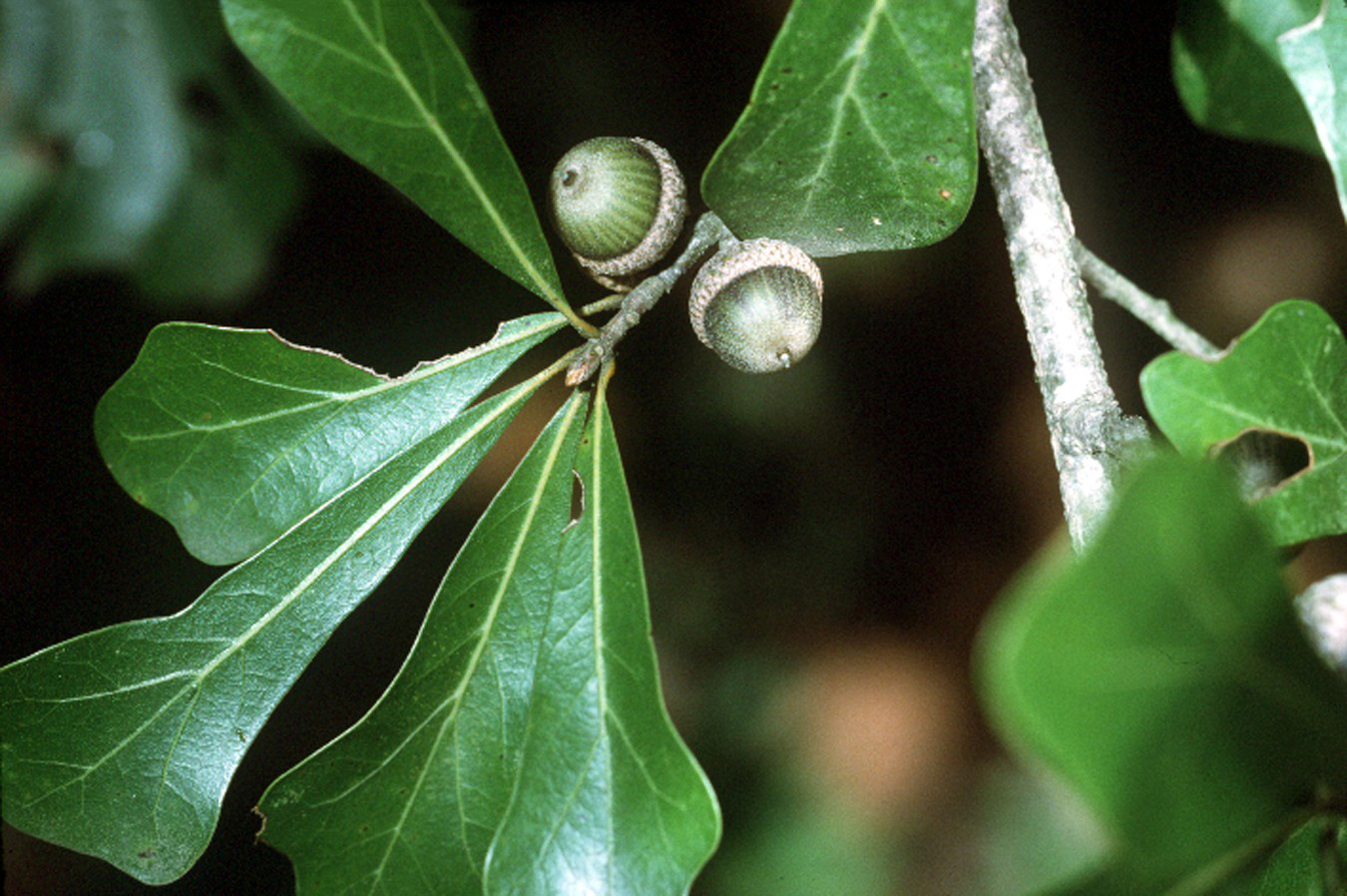
Quercus nigra

- Quercus ningangensis (W.C.Cheng & Y.C.Hsu) C.C.Huang
- Quercus ningqiangensis S.Z.Qu & W.H.Zhang
- Quercus × nipponica Koidz.
- Quercus nivea King
- Quercus nixoniana S.Valencia & Lozada-Pérez
- Quercus × numantina Ceballos & C.Vicioso

## O
- Quercus obconicus Z.K.Zhou
- Quercus oblongata D.Don
- Quercus oblongifolia Torr.
- Quercus obtusanthera Trel.
- Quercus obtusata Bonpl.
- Quercus oglethorpensis W.H.Duncan
- Quercus oidocarpa Korth.
- Quercus oleoides Schltdl. & Cham.
- Quercus oocarpa Liebm.
- Quercus opaca Trel.
- Quercus ophiosquamata Djav.-Khoie
- Quercus × organensis Trel.
- Quercus orocantabrica Rivas Mart., Penas, T.E.Díaz & Llamas
- Quercus × oviedoensis Sarg.
- Quercus oxyodon Miq.
- Quercus oxyphylla (E.H.Wilson) Hand.-Mazz.

## P
- Quercus × pachucana Zav.-Cháv.
- Quercus pachyloma Seemen
- Quercus pacifica Nixon & C.H.Müll.
- Quercus pagoda Raf.
- Quercus × palaeolithicola Trel.
- Quercus palmeri (Engelm.) Engelm.
- Quercus × palmeriana A.Camus
- Quercus palustris Münchh.
- Quercus panamandinaea C.H.Mull.
- Quercus pannosa Hand.-Mazz.
- Quercus × parkeri A.Camus
- Quercus parvula Greene
- Quercus × pastorensis C.H.Mull.

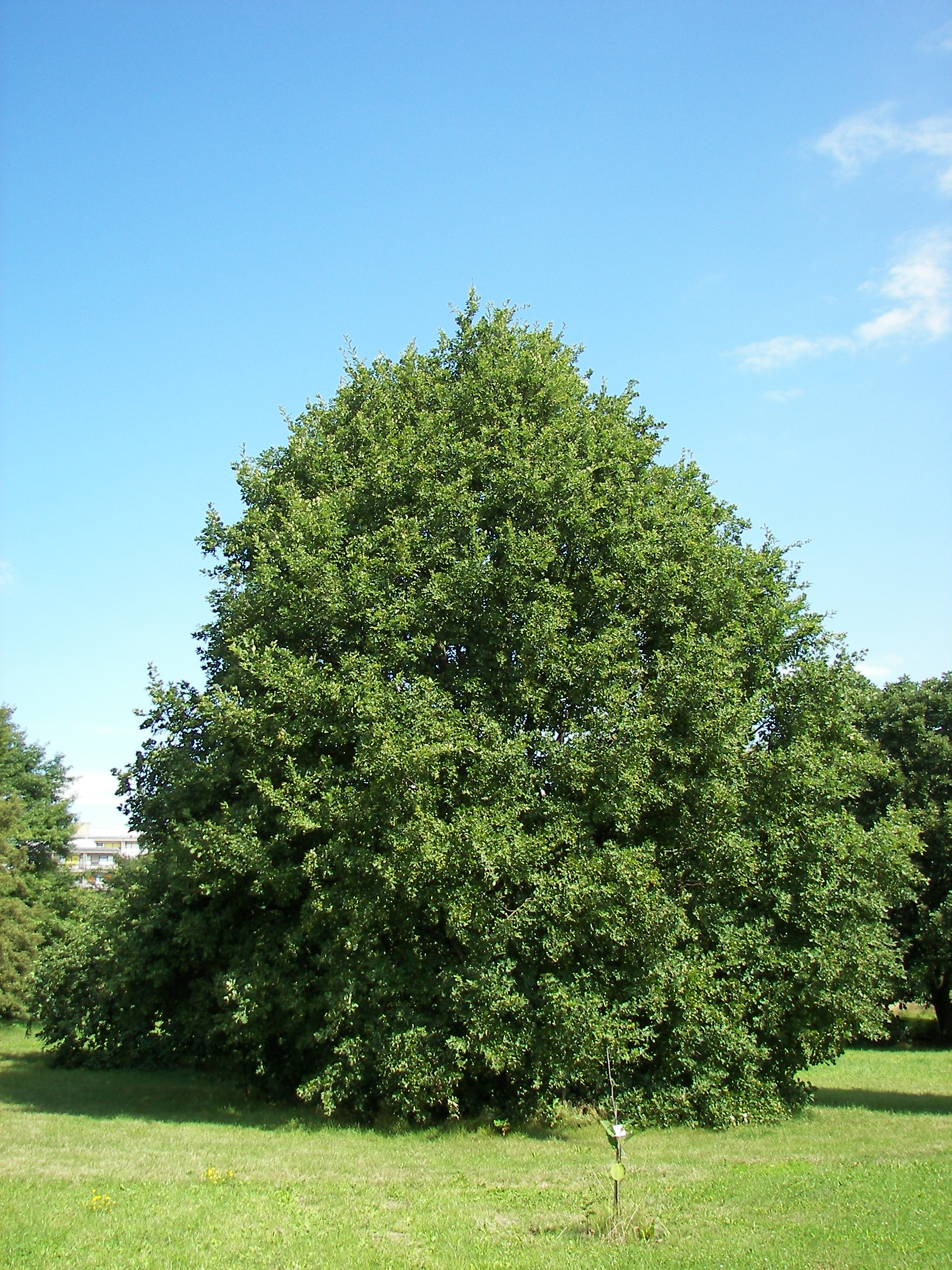
Quercus petraea

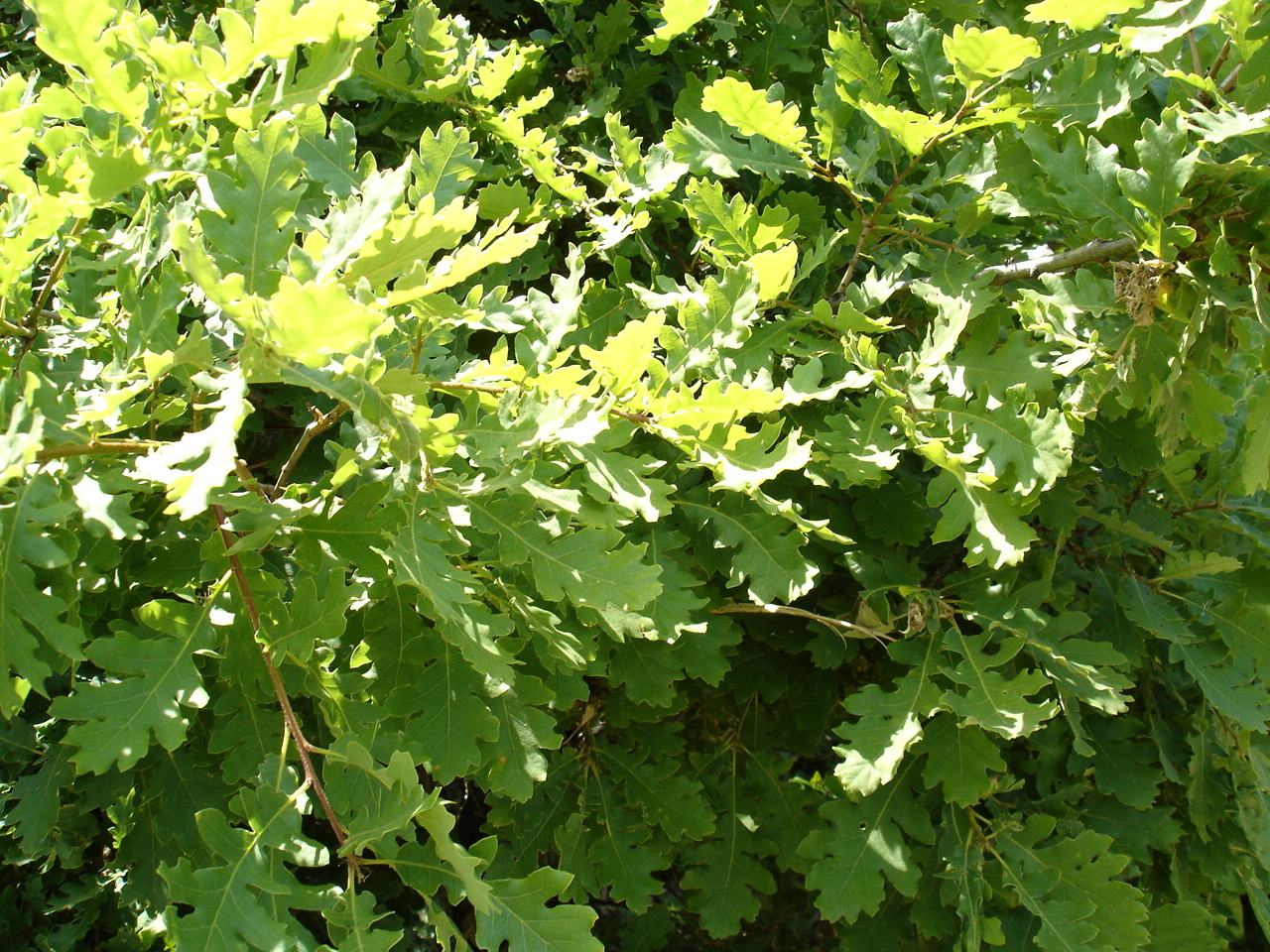
Quercus pubescens - Roverella

- Quercus pauciradiata Penas, Llamas, Pérez Morales & Acedo
- Quercus × paui C.Vicioso
- Quercus paxtalensis C.H.Mull.
- Quercus peduncularis Née
- Quercus peninsularis Trel.
- Quercus pentacycla Y.T.Chang
- Quercus percoriacea Soepadmo
- Quercus perpallida Trel.
- Quercus persica Jaub. & Spach
- Quercus petelotii A.Camus
- Quercus petraea (Matt.) Liebl.
- Quercus phanera Chun
- Quercus phellos L.
- Quercus phillyreoides A.Gray
- Quercus pinbianensis (Y.C.Hsu & H.Wei Jen) C.C.Huang & Y.T.Chang
- Quercus pinnativenulosa C.H.Mull.
- Quercus planipocula Trel.
- Quercus platycalyx Hickel & A.Camus
- Quercus × podophylla Trel.
- Quercus poilanei Hickel & A.Camus
- Quercus polymorpha Schltdl. & Cham.
- Quercus × pongtungensis Uyeki
- Quercus pontica K.Koch
- Quercus porphyrogenita Trel.
- Quercus potosina Trel.
- Quercus praeco Trel.
- Quercus × prasina Pers.
- Quercus pringlei Seemen ex Loes.
- Quercus prinoides Willd.
- Quercus protoroburoides Donchev & Bouzov ex Tashev & Tsavkov
- Quercus × pseudinfectoria A.Camus
- Quercus × pseudodalechampii Cretz.
- Quercus pseudosetulosa Q.S.Li & T.Y.Tu
- Quercus pseudoverticillata Soepadmo
- Quercus pubescens Willd.
- Quercus pumila Walter
- Quercus pungens Liebm.
- Quercus purulhana Trel.
- Quercus pyrenaica Willd.

## Q
- Quercus quangtriensis Hickel & A.Camus

## R
- Quercus radiata Trel.
- Quercus ramsbottomii A.Camus
- Quercus × rechingeri O.Schwarz
- Quercus × rehderi Trel.
- Quercus rehderiana Hand.-Mazz.
- Quercus rekonis Trel.
- Quercus repanda Bonpl.
- Quercus resinosa Liebm.
- Quercus rex Hemsl.
- Quercus × richteri Baen.
- Quercus × riparia Laughlin
- Quercus × robbinsii Trel.
- Quercus robur L.
- Quercus robusta C.H.Mull.
- Quercus × rolfsii Small

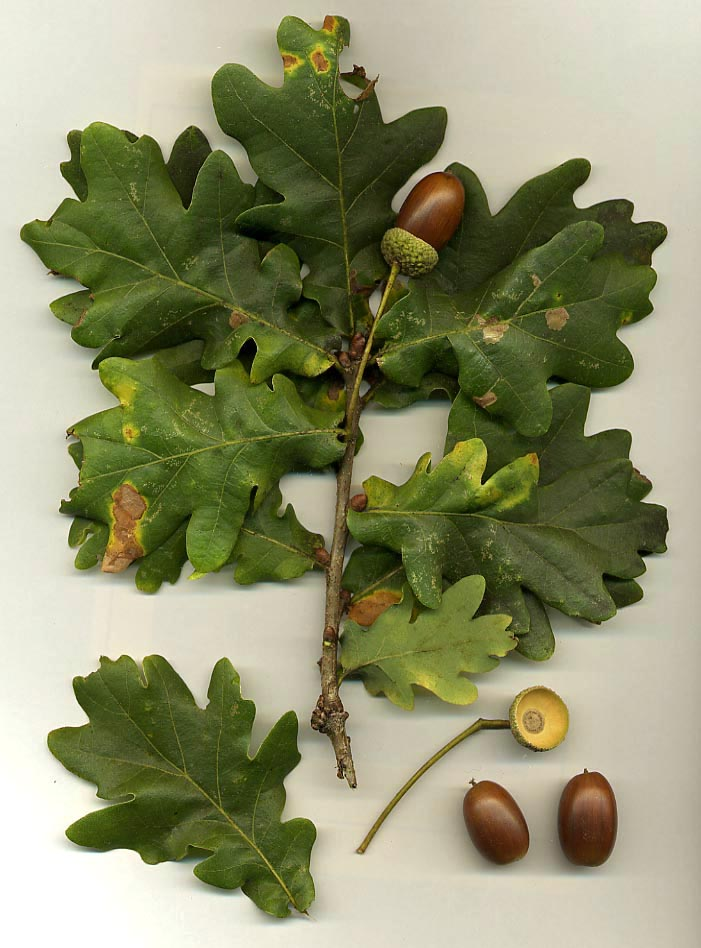
Quercus robur

- Quercus × rosa-pintii Vila-Viçosa, F.M.Vázquez, Meireles & Pinto Gomes
- Quercus × rosacea Bechst.
- Quercus × rotensis Penas, Llamas, Pérez Morales & Acedo
- Quercus rotundifolia Lam.
- Quercus rubra L.
- Quercus rubramenta Trel.
- Quercus × rudkinii Britton
- Quercus rugosa Née
- Quercus × runcinata (A.DC.) Engelm.
- Quercus runcinatifolia Trel. & C.H.Müll.
- Quercus rupestris Hickel & A.Camus
- Quercus rysophylla Weath.

## S
- Quercus sadleriana R.Br.ter
- Quercus saei Djav.-Khoie
- Quercus sagrana Nutt.
- Quercus × salcedoi C.Vicioso
- Quercus salicifolia Née
- Quercus salicina Blume
- Quercus saltillensis Trel.
- Quercus sanchezcolinii Martínez
- Quercus sapotifolia Liebm.
- Quercus sarahmariae Nixon & Barrie
- Quercus saravanensis A.Camus
- Quercus sartorii Liebm.
- Quercus × saulii C.K.Schneid.
- Quercus × schneideri Vierh.
- Quercus × schochiana Dieck

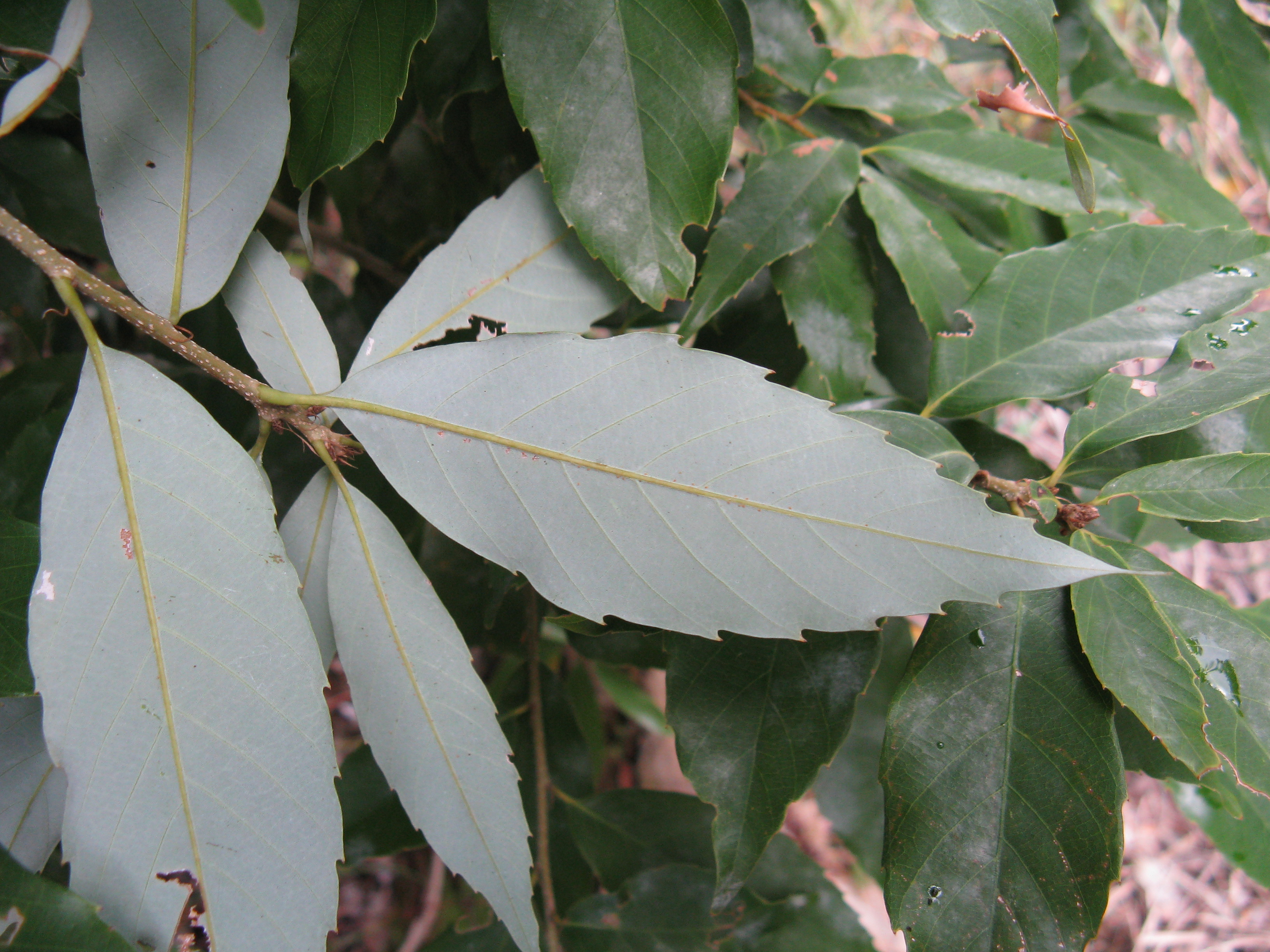
Quercus salicina

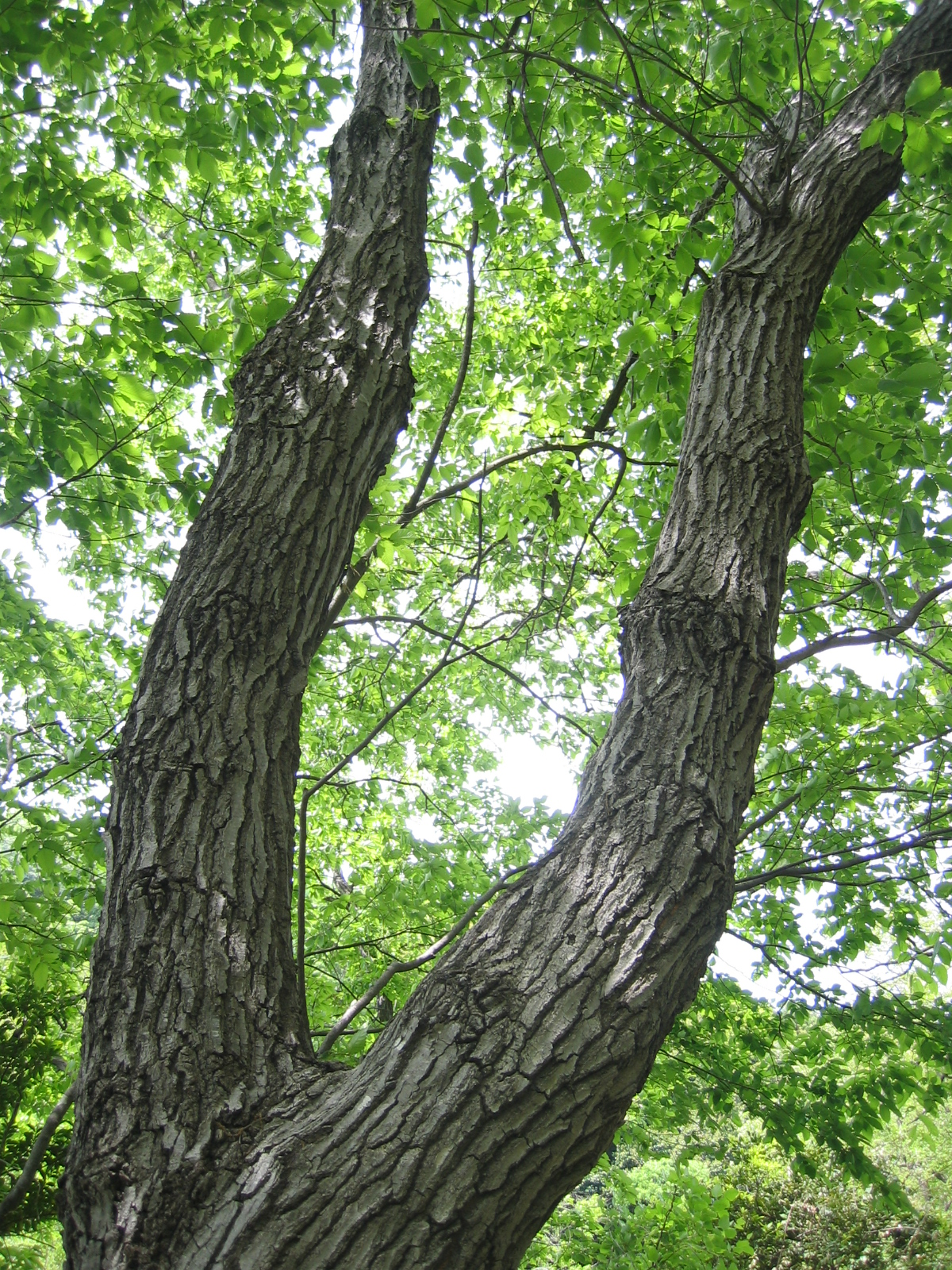
Quercus serrata

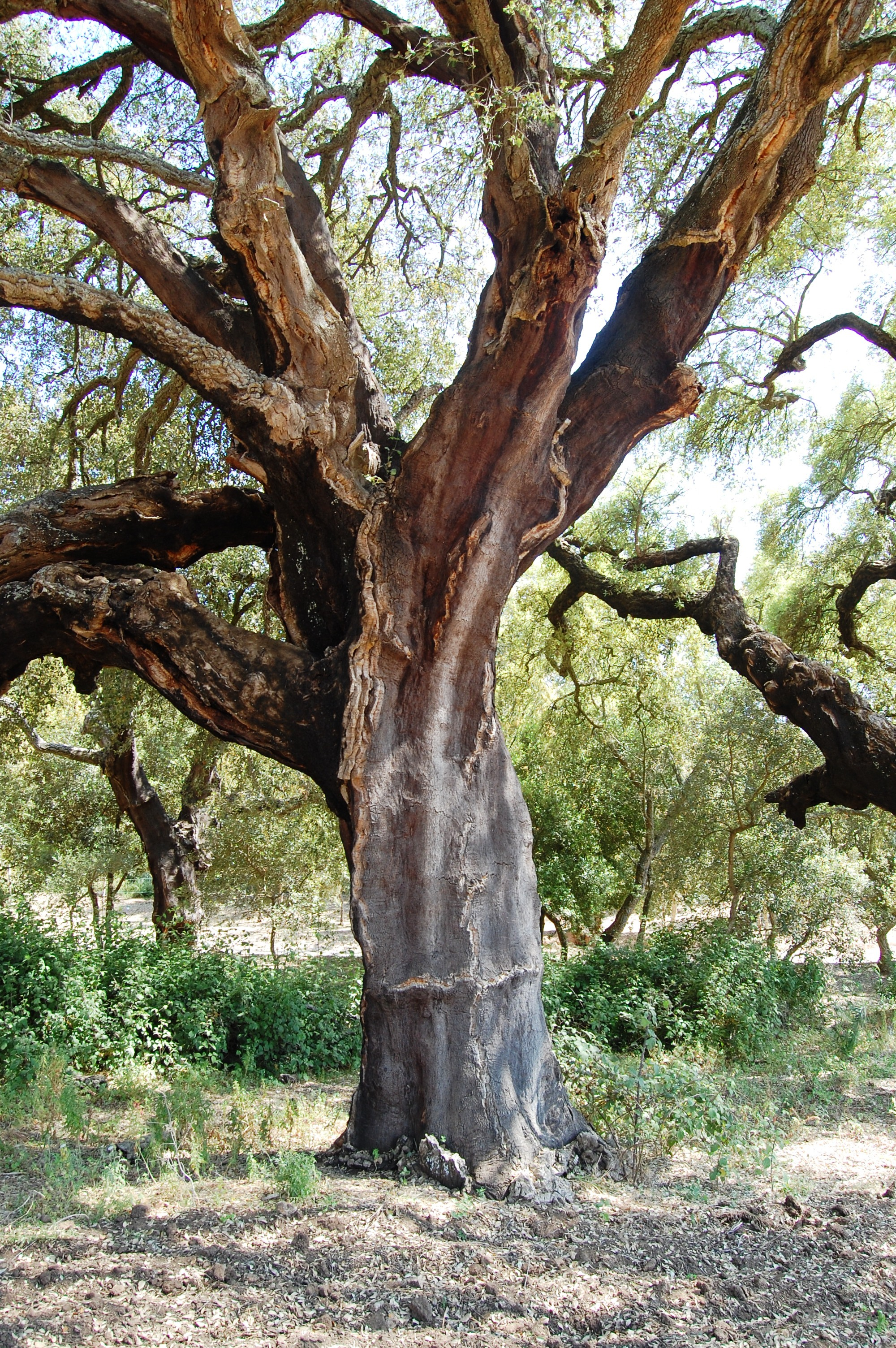
Quercus suber

- Quercus schottkyana Rehder & E.H.Wilson
- Quercus × schuettei Trel.
- Quercus schultzei Trel.
- Quercus scytophylla Liebm.
- Quercus sebifera Trel.
- Quercus seemannii Liebm.
- Quercus segoviensis Liebm.
- Quercus semecarpifolia Sm.
- Quercus semiserrata Roxb.
- Quercus semiserratoides (Y.C.Hsu & H.Wei Jen) C.C.Huang & Y.T.Chang
- Quercus senescens Hand.-Mazz.
- Quercus × senneniana A.Camus
- Quercus serrata Murray
- Quercus sessilifolia Blume
- Quercus setulosa Hickel & A.Camus
- Quercus shangxiensis Z.K.Zhou
- Quercus shennongii C.C.Huang & S.H.Fu
- Quercus shingjenensis Y.T.Chang
- Quercus shumardii Buckley
- Quercus sichourensis (Y.C.Hsu) C.C.Huang & Y.T.Chang
- Quercus sideroxyla Bonpl.
- Quercus similis Ashe
- Quercus sinuata Walter
- Quercus skinneri Benth.
- Quercus × smallii Trel.
- Quercus sororia Liebm.
- Quercus spinosa David
- Quercus steenisii Soepadmo
- Quercus stellata Wangenh.
- Quercus × stelloides E.J.Palmer
- Quercus stenophylloides Hayata
- Quercus × sterilis Trel.
- Quercus × sterretii Trel.
- Quercus stewardiana A.Camus
- Quercus × streimii Heuff.
- Quercus striatula Trel.
- Quercus × subandegavensis A.Camus
- Quercus × subconvexa Tucker
- Quercus suber L.
- Quercus × subintegra (Engelm.) Trel.
- Quercus subsericea A.Camus
- Quercus subspathulata Trel.
- Quercus × substellata Trel.
- Quercus × succulenta Small
- Quercus sumatrana Soepadmo
- Quercus supranitida C.H.Mull.
- Quercus × szechenyana Borbás

## T
- Quercus × tabajdiana Simonk.
- Quercus × takaoyamensis Makino

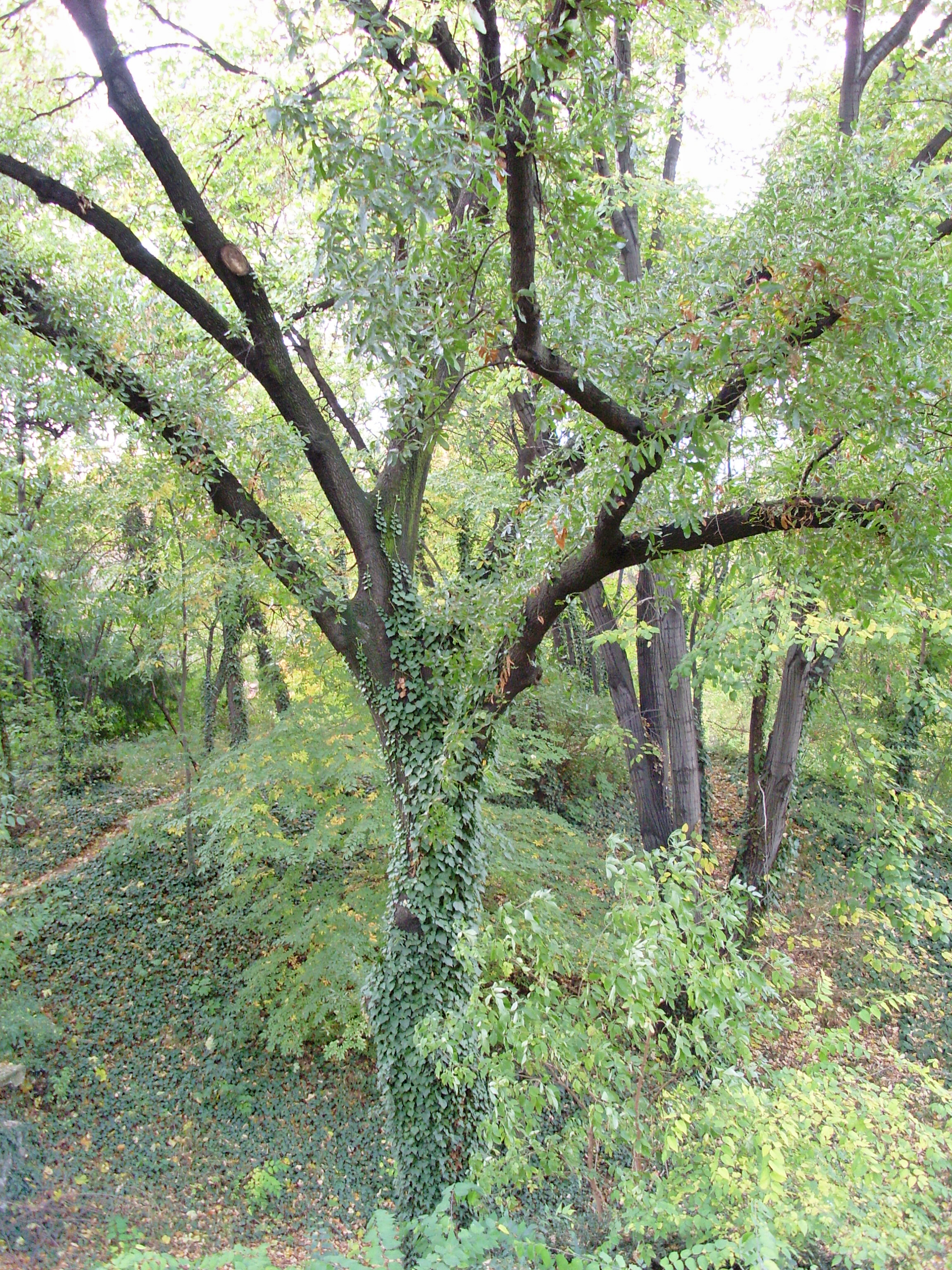
Quercus trojana

- Quercus tarahumara Spellenb., J.D.Bacon & Breedlove
- Quercus tardifolia C.H.Mull.
- Quercus tarokoensis Hayata
- Quercus tatakaensis Tomiya
- Quercus texana Buckley
- Quercus × tharpii C.H.Mull.
- Quercus thomsoniana A.DC.
- Quercus thorelii Hickel & A.Camus
- Quercus tiaoloshanica Chun & W.C.Ko
- Quercus × tingitana A.Camus
- Quercus tinkhamii C.H.Mull.
- Quercus tlemcenensis Trab.
- Quercus tomentella Engelm.
- Quercus tomentosinervis (Y.C.Hsu & H.Wei Jen) C.C.Huang
- Quercus tonduzii Seemen
- Quercus × tottenii Melvin
- Quercus toumeyi Sarg.
- Quercus × townei E.J.Palmer
- Quercus toxicodendrifolia Trel.
- Quercus × trabutii Hy
- Quercus treubiana Seemen
- Quercus × tridentata Engelm. ex A.DC.
- Quercus trojana Webb
- Quercus trungkhanhensis H.T.Binh & Ngoc
- Quercus tsinglingensis S.L.Liou ex S.Z.Qu & W.H.Zhang
- Quercus tuberculata Liebm.
- Quercus tuitensis L.M.González
- Quercus tungmaiensis Y.T.Chang
- Quercus turbinella Greene
- Quercus × turneri Willd.

## U
- Quercus undata Trel.
- Quercus × undulata Torr.
- Quercus ungeri Kotschy
- Quercus × urartensis Uribe-Ech.
- Quercus urbani Trel.
- Quercus × urticifolia Blume
- Quercus utilis Hu & W.C.Cheng
- Quercus uxoris McVaugh

## V
- Quercus vacciniifolia Hittell

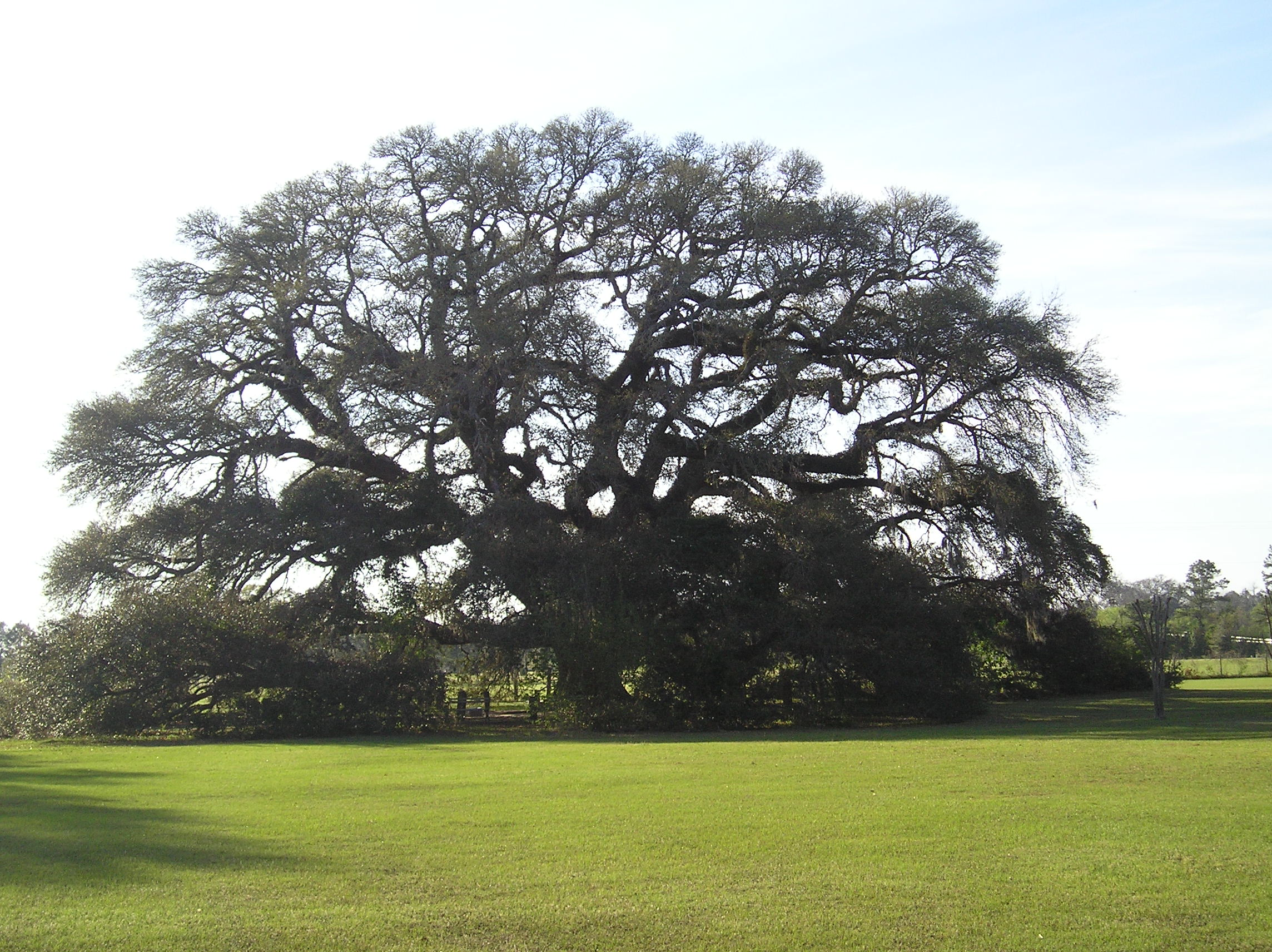
Quercus virginiana

- Quercus × vaga E.J.Palmer & Steyerm.
- Quercus valdinervosa Soepadmo
- Quercus vallicola Trel.
- Quercus variabilis Blume
- Quercus vaseyana Buckley
- Quercus velutina Lam.
- Quercus verde C.H.Mull.
- Quercus vestita Griff.
- Quercus vicentensis Trel.
- Quercus viminea Trel.
- Quercus virginiana Mill.
- Quercus vulcanica Boiss. & Heldr. ex Kotschy

## W
- Quercus × wagneri Gaynor
- Quercus × walteriana Ashe
- Quercus welshii R.A.Denham

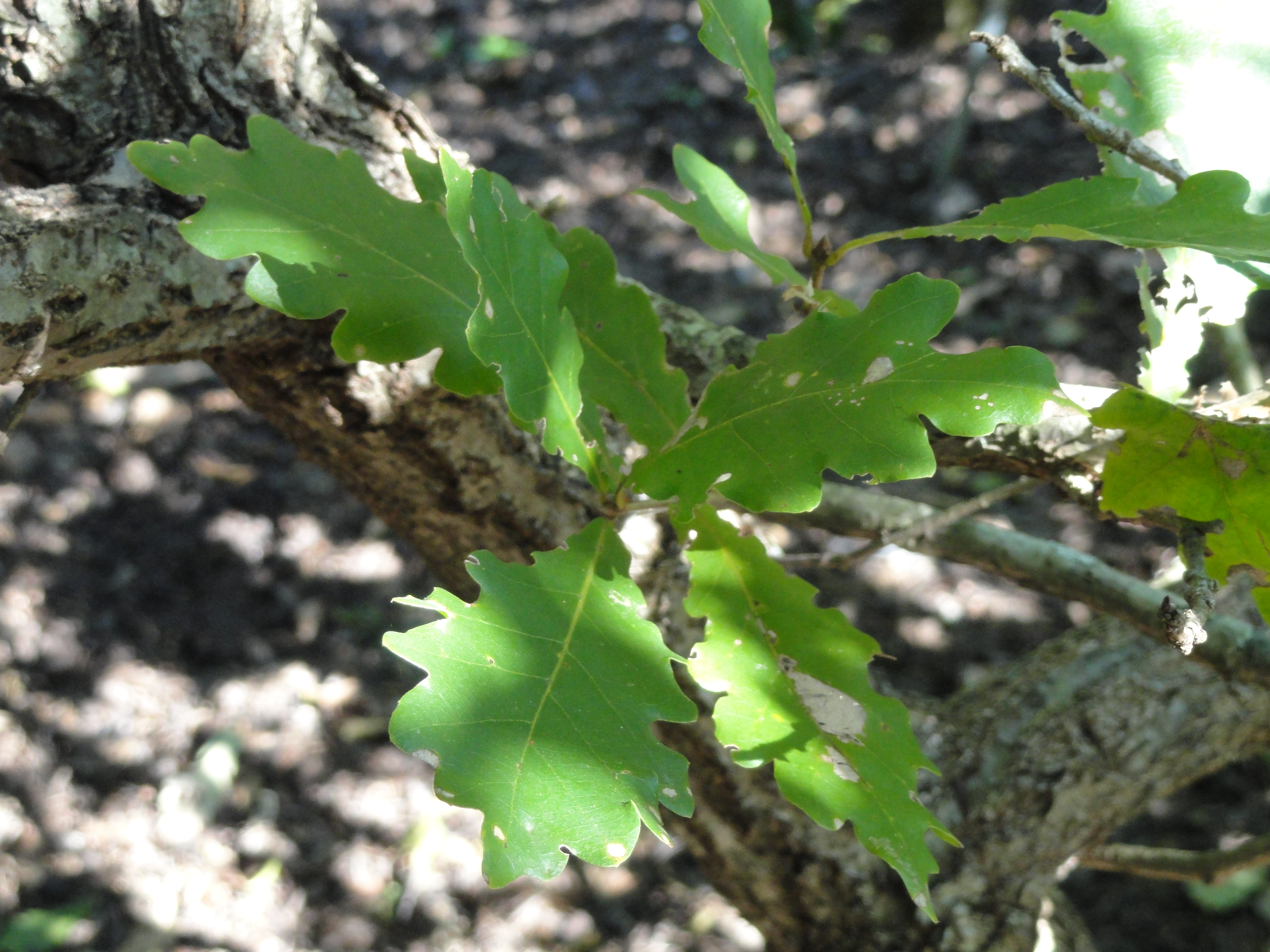
Quercus wutaishanica

- Quercus × willdenowiana (Dippel) Beissn., Schelle & Zabel
- Quercus wislizeni A.DC.
- Quercus wutaishanica Mayr

## X
- Quercus xalapensis Bonpl.
- Quercus xanthoclada Drake
- Quercus xanthotricha A.Camus
- Quercus xuanlienensis H.T.Binh, Ngoc & T.N.Bon
- Quercus xylina Scheidw.

## Y
- Quercus yanqianii (G.A.Fu) N.H.Xia & Y.H.Tong
- Quercus yiwuensis Y.C.Hsu & H.Wei Jen
- Quercus × yokohamensis (Makino) Makino ex H.Ohba
- Quercus yonganensis L.K.Ling & C.C.Huang
- Quercus yongchunana Z.K.Zhou